# ダグラス DC-8
ダグラス DC-8
日本航空のDC-8-62
- 用途：旅客機
- 製造者：
  - ダグラス・エアクラフト(1958-1967)
  - マクドネル・ダグラス(1967-1972)
- 運用者
  -  ユナイテッド航空
  -  日本航空
  -  ユナイテッド・パーセル・サービス
  -  フライング・タイガー・ライン
  -  イースタン航空ほか
- 初飛行：1958年6月1日
- 生産数：556機
- 運用開始：1959年9月18日
- 運用状況：運用中

ダグラス DC-8（Douglas DC-8）は、アメリカのダグラス・エアクラフト社が開発した大型ジェット旅客機。ボーイング707やコンベア880と並んで第一世代ジェット機を代表する旅客機で、世界で初めて超音速飛行を行った旅客機でもあった。

## 概要

### ダグラス初のジェット機

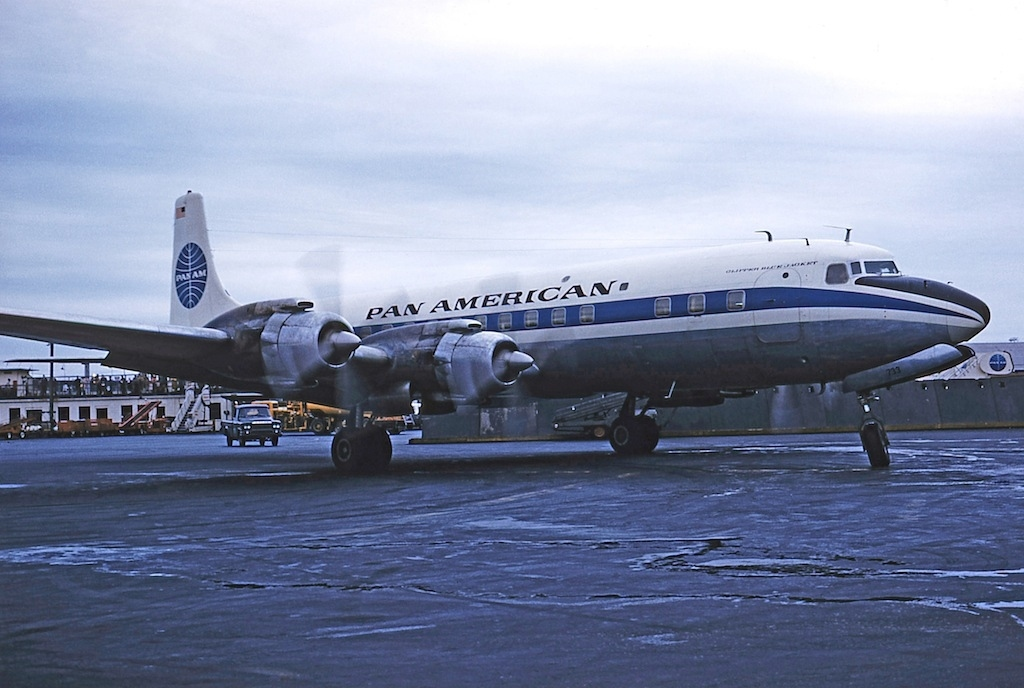
パンアメリカン航空のDC-7C

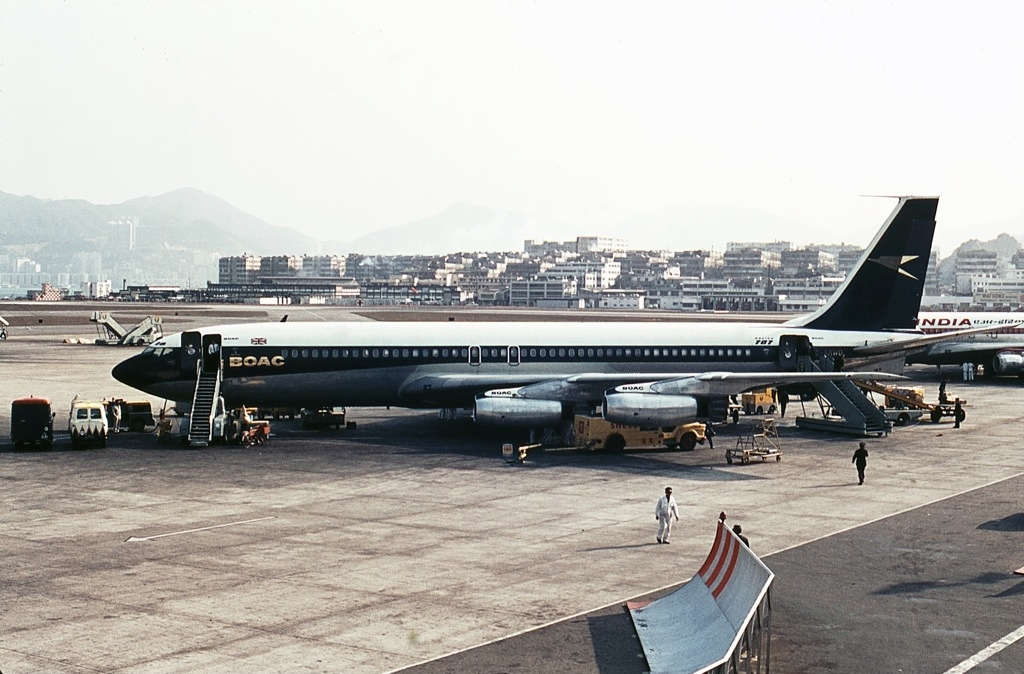
英国海外航空のボーイング707

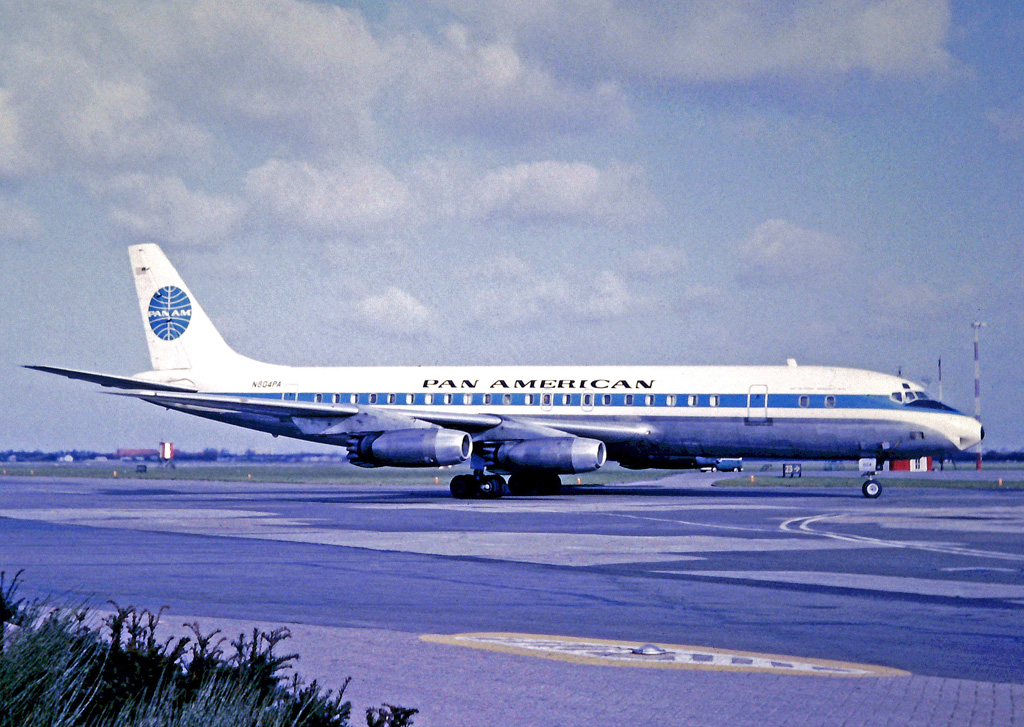
パンアメリカン航空のDC-8-32型

1930年代以降、DC-3やDC-4、DC-6など数々のレシプロ旅客機を開発・製造し第二次世界大戦後の1950年代当時、アメリカを始めとする世界の旅客機市場で最大のシェアを誇っていたダグラスが、DC-7Cの後継機種として初のジェット旅客機として1952年に基礎的な開発を開始した。
当初はデハビランド コメットと同様の80席級の中型機として開発がスタートされたが、その後ライバルとなるボーイング707と同様の大きさに変更した。

### 開発
その後、1955年6月に正式に開発を発表し受注を開始。直後に当時世界最大の航空会社の一つで、ダグラス機の古くからのユーザーでもあったパンアメリカン航空から25機を受注した。その後も各国の航空会社から1958年までに133機を受注した。
しかし、先に開発を始めたボーイング707に対する開発の遅れを取り戻す必要があったため、試作機の製作を省く「クック・クレイギー・プラン」という当時としては画期的な開発手法を取った。その結果大幅に開発期間を短縮することに成功し、DC-8の生産のために建造されたカリフォルニア州ロングビーチのダグラス社工場で1958年4月に初号機が完成、同年5月に初飛行を行った。その後、テスト飛行を行いFAAの耐空証明を取得した。

### 就航
ライバルのボーイング707の初就航から約1年遅れの1959年9月18日、ユナイテッド航空およびデルタ航空の定期路線に初就航した。その多くが太平洋横断路線や大西洋横断路線、アメリカ大陸横断路線などの長距離かつ需要の大きい路線にボーイング707とともに投入され、その結果、1950年代に至るまでクイーン・メリーやユナイテッド・ステーツなどの豪華客船が大きなシェアを占めていた大西洋横断航路や、同じく客船が大きなシェアを占めていた太平洋横断航路は終止符を打たれることになった。
パンアメリカン航空やノースウェスト航空、ユナイテッド航空やデルタ航空、イースタン航空などアメリカの航空会社のみならず、日本航空やKLMオランダ航空、アリタリア航空やタイ国際航空、ヴァリグ・ブラジル航空やスイス航空などアメリカ以外の航空会社からの発注も受け、世界各国の長距離路線のジェット化に貢献した。
就航当初は予定された性能が出ずに販売面でも苦労したもののその後、次々にスーパー60シリーズなどの改良型や胴体延長型をリリースしたこともあり順調に発注数を伸ばした。

### 世界記録と超音速飛行
なお、1961年8月21日にアメリカのエドワーズ空軍基地上空で行われた飛行テストの際にDC-8-43が52,090フィートという民間航空機の高度記録を達成した。その後降下角20度で急降下した際に高度41,088フィートでマッハ1.021の速度を記録、旅客機として世界初の超音速飛行を行った。

### 生産中止

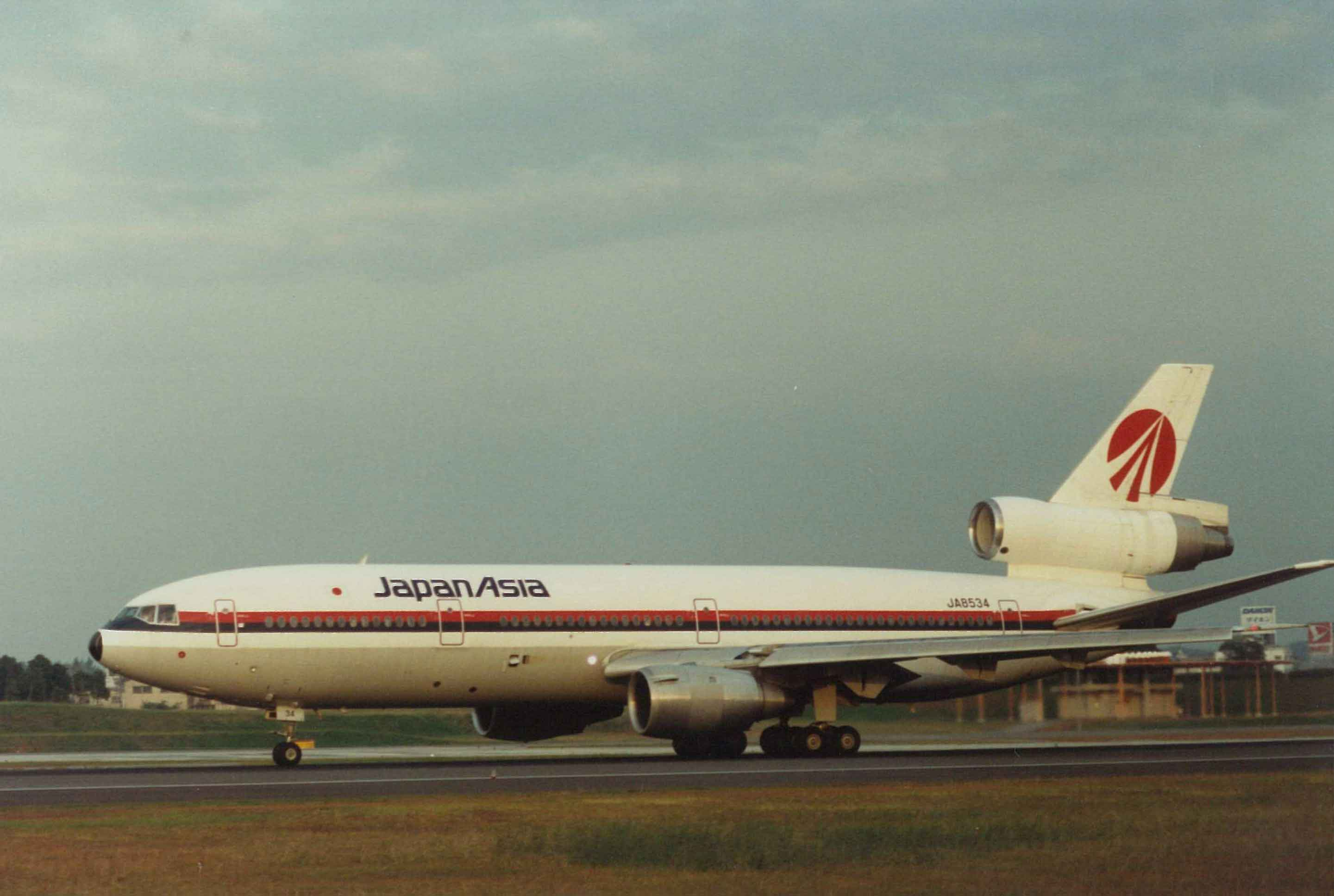
日本アジア航空のDC-10-40型

-60型の生産が始まって10年未満と間もなくであり、まだまだ受注が伸びるであろうと思われたが後継機とされたワイドボディ機のDC-10の生産が始まった直後の1972年、DC-10の販売に影響が出ないように生産中止するまでに計556機が製造された。
実際に日本航空やユナイテッド航空、タイ航空やアリタリア航空などDC-8のユーザーの多くがDC-10を発注したうえにユナイテッド航空や日本アジア航空など、多くの航空会社が中古でDC-8を購入した。

### 生産中止後

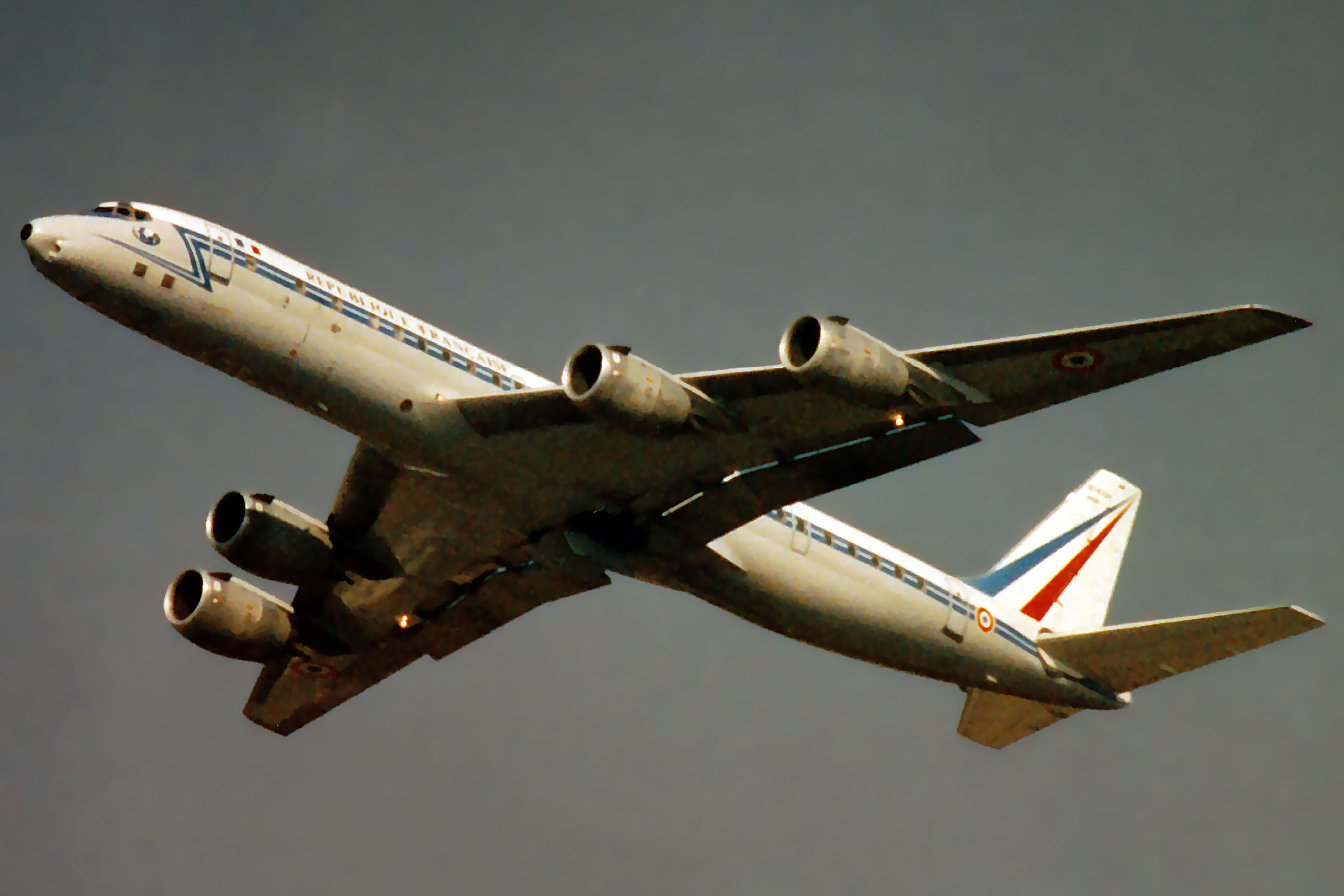
フランス政府のDC-8-72型

生産中止後は初期型の-10から-50は老朽化や交換部品の調達などで運航コストがかさむこと、さらに燃費効率の悪さや騒音規制に対応できないことなどから1980年代中期までには先進国の旅客便からは引退してしまい、主要オペレーターは南北アメリカやアフリカなどの貨物航空会社や政府専用機、プライベート機へ移った。
その後も-60型は旅客便での活躍を続けつつも、騒音規制に対応するためCFM56へのエンジン換装（-70型への移行）が進んだが、航空機関士が必要なことで運航コストがかさむことなどから先進国の大手航空会社においては退役が進み、1990年代中期には姿を消し、同じく主要オペレーターは南北アメリカやアフリカなどの貨物航空会社や政府専用機、プライベート機へ移った。
これらの先進国の大手航空会社においては、DC-8の直接の後継機種のマクドネル・ダグラスDC-10型機（日本航空やタイ国際航空、アリタリア航空など）の他、座席数は同等ながら、双発で燃料消費が少ない上に長距離路線への就航が可能なボーイング767型機（日本航空やユナイテッド航空、ヴァリグブラジル航空など）やエアバスA310型機など（デルタ航空やKLMオランダ航空、スイス航空など）のワイドボディ機がその代替となった。

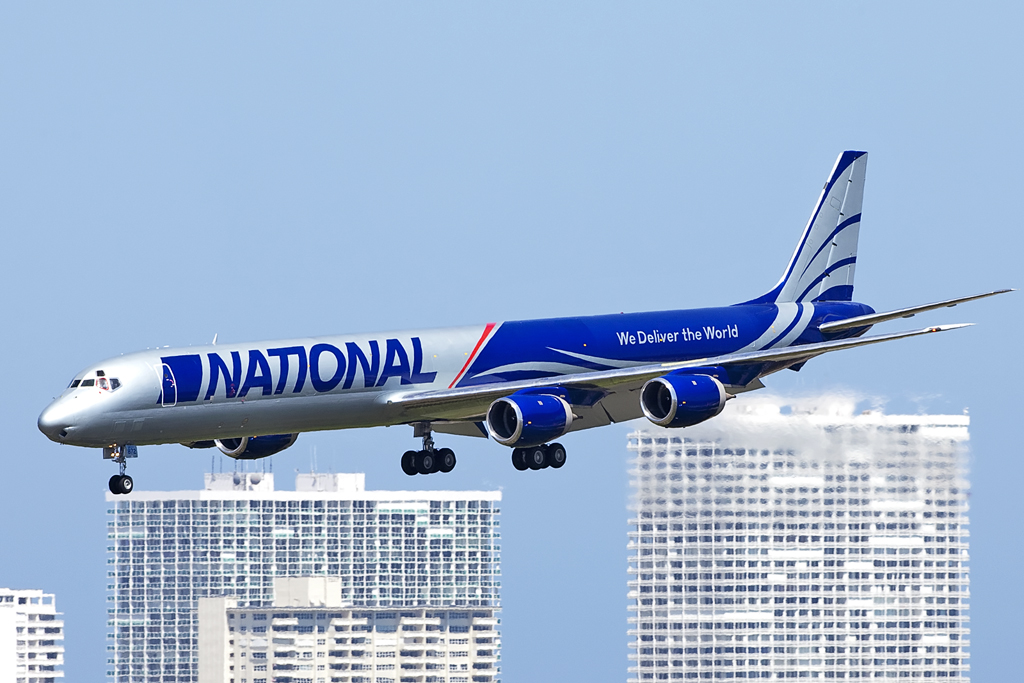
ナショナル・エアラインズのDC-8-73F

2000年代においてはDHLやUPS、ナショナル・エアラインズやアロー航空などの貨物航空会社や政府専用機が主要オペレーターだったが、その中でもエア・トランスポート・インターナショナル（ATI）は-62、-71、-73を保有する有数のDC-8ユーザーであった（ATIはDC-8の他にボーイング757やボーイング767-200SFを運用している）。

### 現在
しかし2010年代に入り、ボーイング767やエアバスA300-600、ダグラスMD-11などの中古機が多数出回るようになったためこれらの先進国の貨物航空会社からも退役する機体が多数出てきており、その活躍の中心は南アメリカやアフリカなどの貨物航空会社へ移った。
DC-8は2023年現在も貨物機に改装された-70シリーズを中心に、騒音規制に甘い南アメリカやアフリカなどの貨物航空会社で十数機が現役で運航されている。

## 特徴

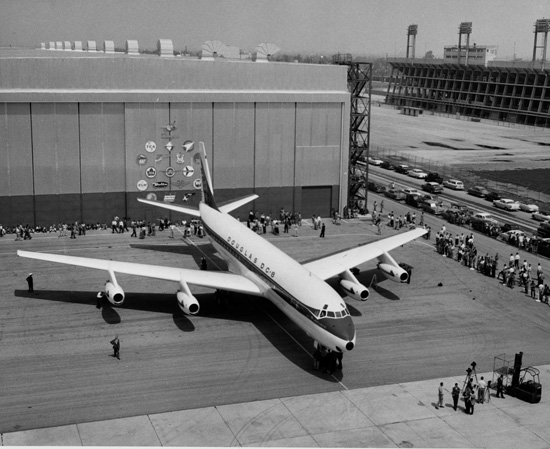
初号機公開時

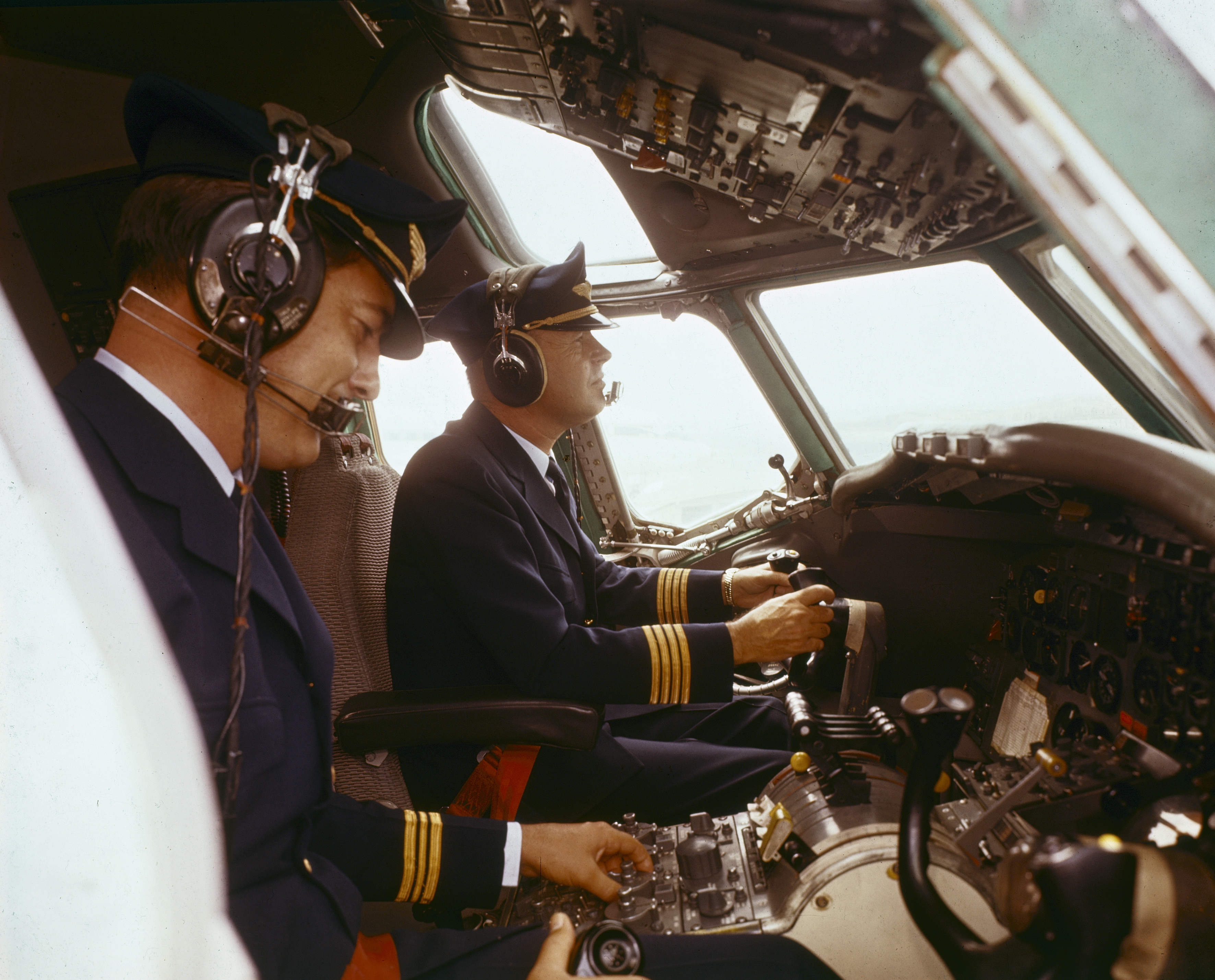
コックピット

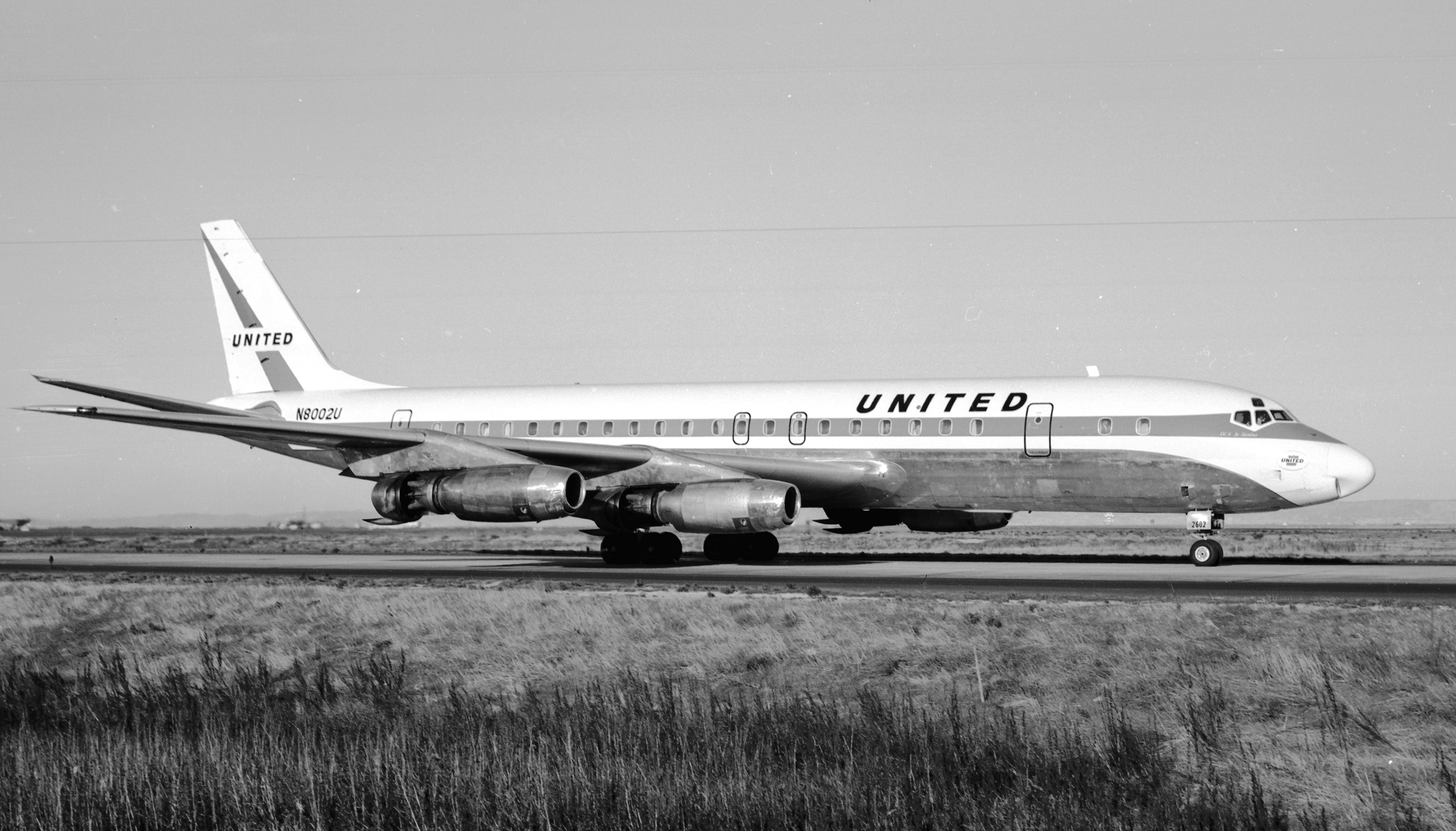
ユナイテッド航空のDC-8-11型

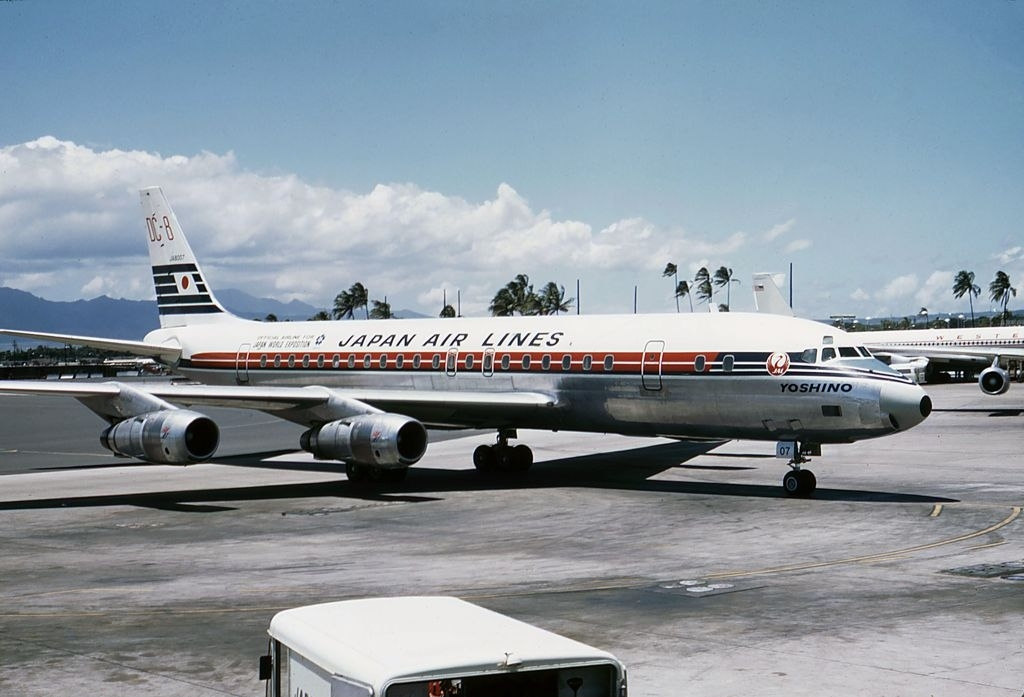
日本航空のDC-8-53型

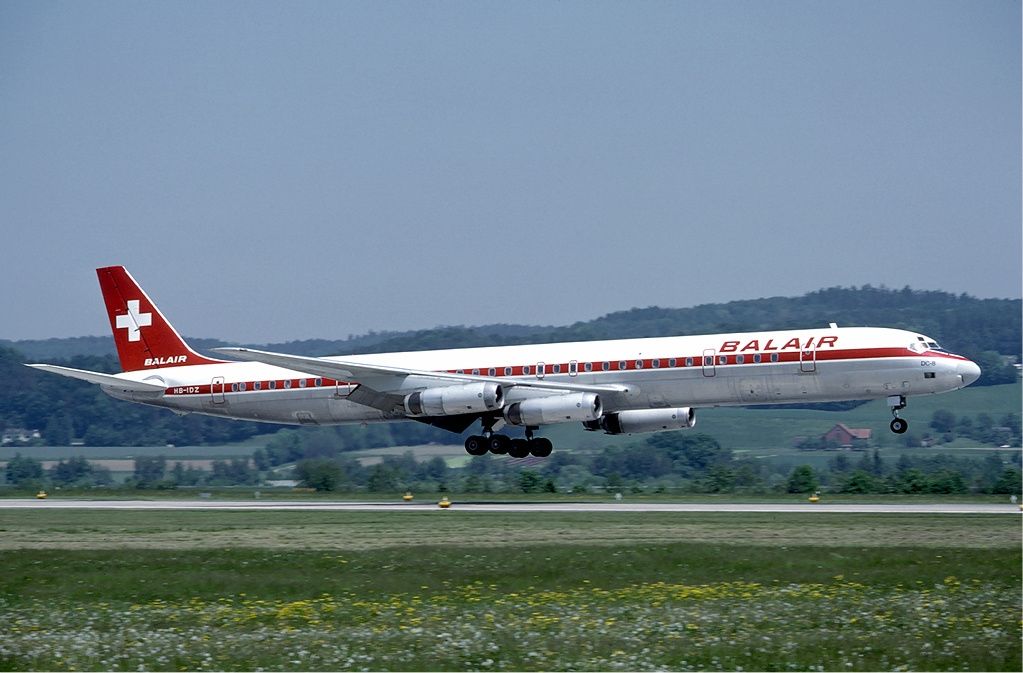
バルエアーのDC-8-63型

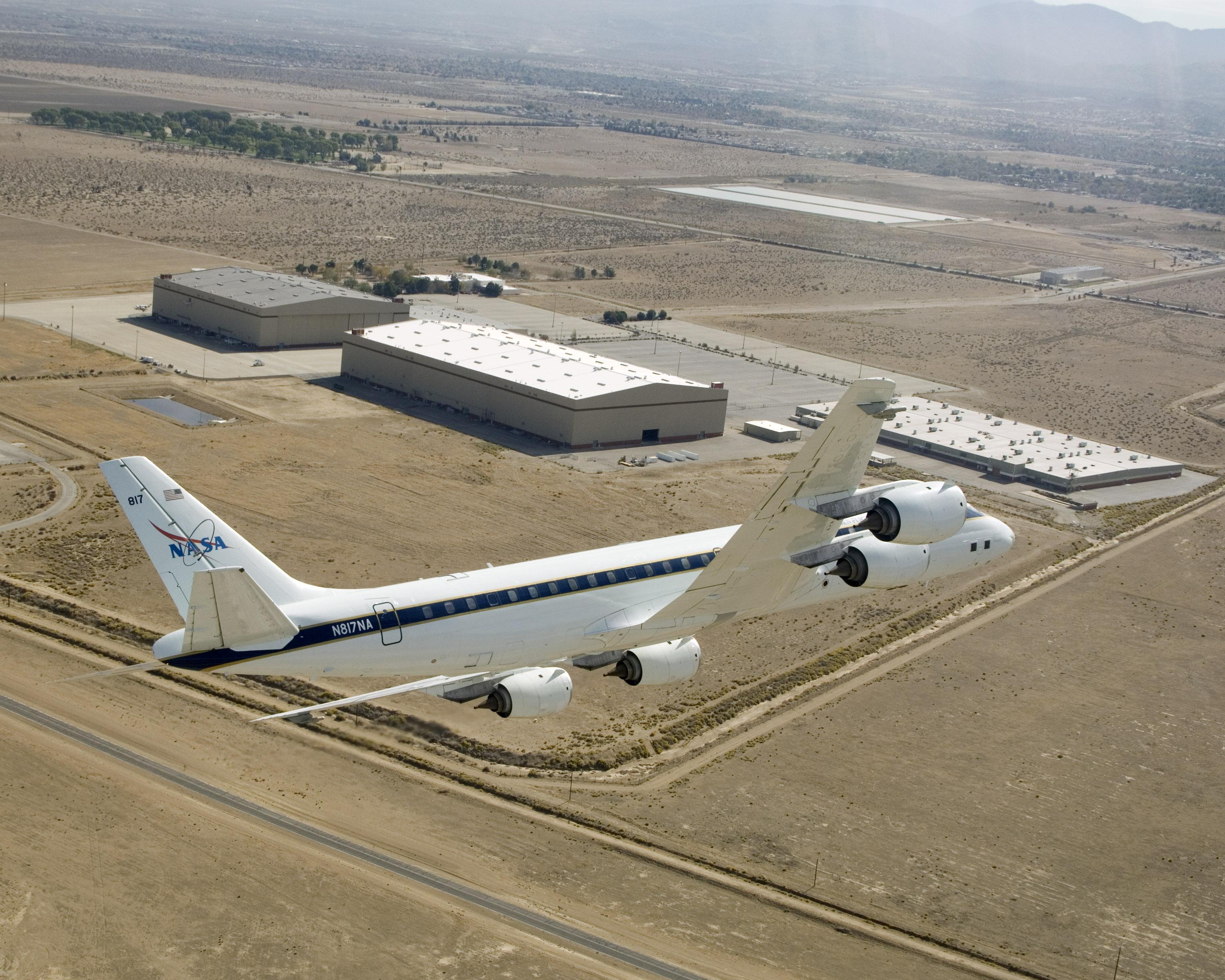
NASAのDC-8-72型

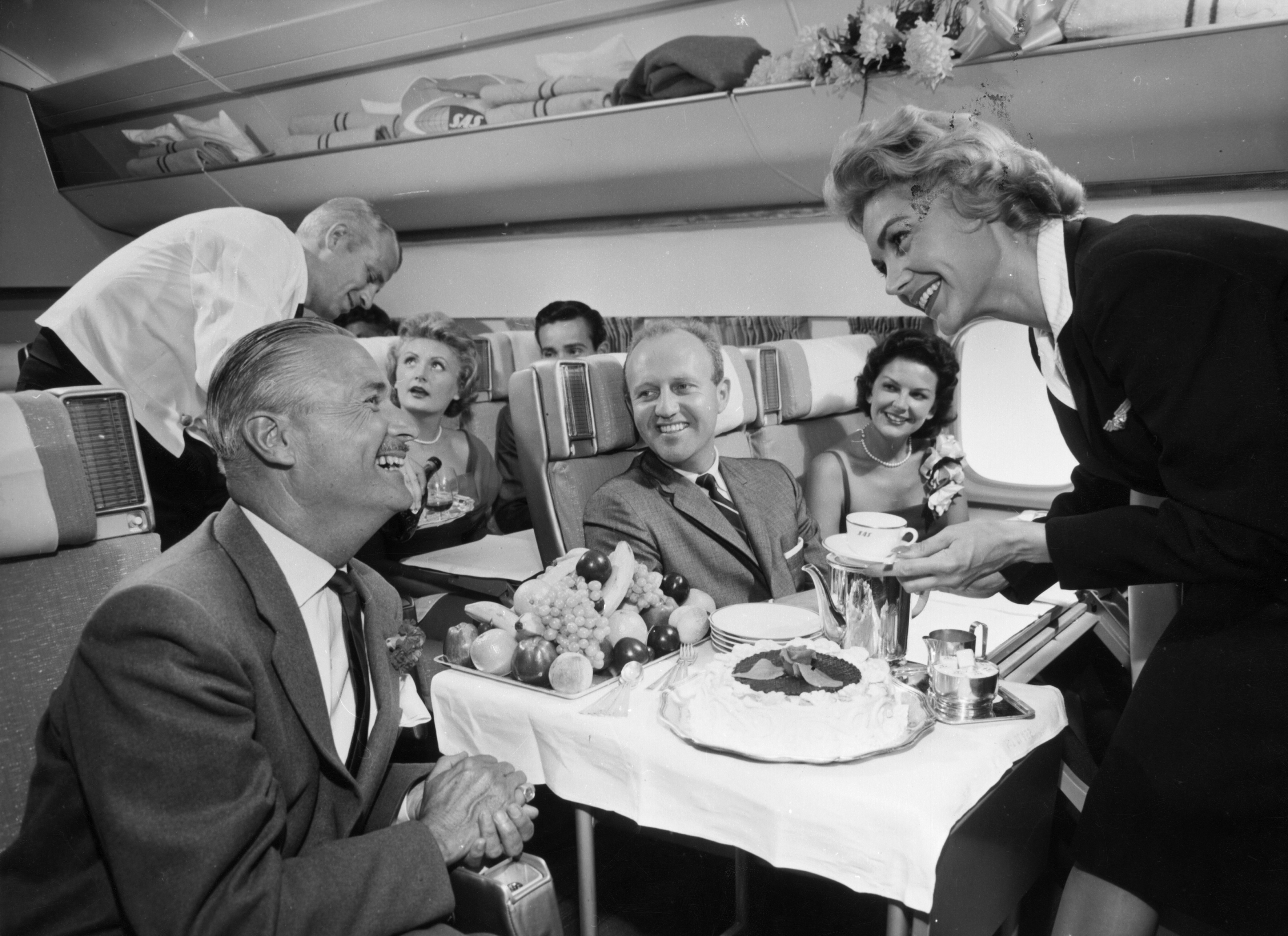
スカンジナビア航空のDC-8-33型の客室

DH.106コメット事故の調査にアメリカの航空機製造企業の主任としてダグラス社が参加した経験から、過剰なまでのフェイルセーフ思想が設計に徹底されただけでなく、独自に開発したスーパークリティカル翼型と呼ばれる翼型（翼断面形状）やカットバックパイロン（エンジン懸架装置）が半世紀を経た後まで使用されるなど、いくつかの技術史上特筆すべき業績を残した機種である。
DC-8のライバル機種にあたり、先行して開発が進められていたボーイング707に追いつくために最初から量産機を製造して直接各種試験を行い、その結果によってその都度修正していったため試作機は存在しない。DC-8には上記のもの以外にも独特の技術が数多く採用され、フラッシングトイレやコックピット座席シートに使われる布素材（ギャバジンと呼ばれるズボンが摩擦することで起こる光沢を防ぐ布）など、多岐にわたって分析・開発が行われた。
なお、-60シリーズまでは慣性航法装置 (INS) は装備されておらず、磁針方位計や、太陽や恒星の位置で方位を決定する天測航法が使用され、そのためにコクピットには天窓が設けられた。これはボーイング707やイリューシンIl-62でも同様であった。この為、洋上飛行を伴う長距離飛行の際は、機長と副操縦士、航空機関士と航法士の4人乗務とされた。

技術革新に併せて多くの派生型が作られ、特に胴体長を標準型に比べ10メートル以上延長し、当時世界最大の250人以上の座席数を持つ-61/-63（と-71/-73）が乗客数増大への対応を望んだ航空会社の人気を博した。これに対しライバルのボーイング707は主脚の長さが短く、胴体を延長すると離着陸時に尻もちをついてしまう上、設計上主脚を長いものに変更することが出来ないことから胴体延長が出来ず、販売上大きな打撃をこうむることとなった。この事が後に世界最大の旅客機となったボーイング747の開発理由の1つとなった。
ボーイング707をはじめとするジェット旅客機は、客室与圧用空気取り入れは通常エンジンから圧縮空気を抽出（ブリードエアと呼ばれる）して行うが、DC-8は機首先端にあるレドーム下部のエアスクープ（空気取り入れ口）から行った。これはエンジン故障の際、客室に潤滑油や煙などの汚れた空気が流入するのを防ぐという理由で、独自の空気供給源として設計されたもので（また電子機器の冷却にエアスクープから取り入れた空気を利用している）、このため構造が複雑となり床下貨物室のスペースがボーイング707と比較して小さくなった。
その他、エンジンコンプレッサーから抽出された圧縮空気を使用した機能が比較的多く、エアスクープから取り入れた空気をキャビンターボコンプレッサーを回転させることで圧縮しコクピットおよび客室への与圧を行うほか（温度調節には圧縮空気の再循環による加熱と冷媒による冷却システムによって行われる）、エンジンへの異物吸入を防止し、コックピット風防の雨粒を吹き飛ばすブロウアウェイジェットなどがある。ブロウアウェイジェットは地上においてエンジンのエアインレットに異物が吸入されないよう圧縮空気を噴射するものであり、地上でのエンジンの空冷にも使用される。ブロウアウェイジェットで使われる圧縮空気はエンジンコンプレッサーから抽出されているため、離陸時推力が3%低下する。これは航空機関士によるマニュアル操作で一時的に解除でき、離陸後は自動的に元に戻る。
また雨天時にコクピット窓の水を吹き飛ばすレインリムーバルもエンジンコンプレッサーから抽出された圧縮空気を利用しているため、ジェット旅客機としては唯一ワイパーが装備されていない。ただ使用時の騒音も相当なものである上に、接地直前にエンジン出力を絞った際には効果が落ちるという欠点があった。
DC-8にはAPU（補助動力装置）が装備されておらず（-70シリーズを除く）、地上においては支援機材が必要になる。エンジン始動には外部から圧縮空気の供給を要するが、一度1基のエンジンが始動してしまえば圧縮空気を他のエンジンに供給して始動させること（クロススタート）が出来る。
DC-8に装備されているスポイラー（減速板）は全て着地後に使用するグランドスポイラーとなっており、飛行中に使用するフライトスポイラーはない。このため、飛行中の減速は主翼内側にある2基のエンジンを逆噴射（リバース）して行った。これはジェット旅客機ではDC-8のみの特殊なオペレーションである（他のジェット旅客機では、飛行中にリバースを行うと失速し墜落する危険性があるため、接地しないとリバースできないよう安全措置が施されている。）。この空中リバース作動は独特の騒音と振動を伴うため、日本航空では乗客の不安を考慮した独自のアナウンスマニュアルを用意していた。つまり、これらの特徴が後述する日本航空シェレメーチエヴォ墜落事故や日本航空羽田沖墜落事故の原因の一つになったと言われている。
-50シリーズ以前のターボジェットエンジン（ピュアジェットエンジン）を搭載した機体の一部では、エジェクターと呼ばれるノイズサプレッサー（騒音減少装置）とバケット方式のスラストリバーサーが一体になった筒状の装置を搭載しているものがあり、日本航空が導入したDC-8にもエジェクターを装備した機体（-30シリーズ）が存在した。これは離着陸時にエンジン排気口の後ろを覆う形で展開し、ジェット噴射流とエンジン周囲の空気流とのスムーズな混合を促す事で騒音を抑え（ボーイング787のエンジンカウルにあるシェブロンノズルも同様の原理で騒音を抑えている）、またこれによって推力が増加するため離陸上昇時にも使用される。離着陸以外では推力増加効果が薄れ抗力が増加するため上空では格納される。

日本航空のDC-8-33型

1960年代当時、日本航空で羽田-ホノルル線のDC-8を操縦していた杉江弘の自著によれば、燃費効率の悪いターボジェットエンジン（ピュアジェットエンジン）を装備した-30シリーズや一部の-50シリーズの機体で運航する際、ホノルルからの帰り便では向かい風成分が時速96km以上になるとノンストップで羽田まで届かず、太平洋上のウェーク島にテクニカルランディングし、給油をする必要があり、当日乗務する機がターボジェットエンジン機なのか、ターボファンエンジン機なのか、気が気でなかったとの事で（燃料補給をする場合、2時間程度運航所要時間が増加し、また島には自社駐在員もおらず給油の為の重量分布図の作成やアメリカ軍からの燃料購入、食料の積み込み等の作業は全てクルーが手続きし作業するほかなく、またその間エンジンを止める為機内のエアコンも使用できない。）、燃料補給がないかあるかで｢天国と地獄の差だった｣と述懐している。
高揚力装置は最大展開時50度のシングルスロッテッドフラップと、前縁のエンジンパイロン付け根付近胴体寄りにあるウイングスロット（スラット）であるが、-10シリーズにおいてはウイングスロットは装備されていなかった。これは後の-20シリーズアップグレード改修において装備されるようになった（同時に翼端の形状改修が施された。）。
DC-8のメインギア（主車輪）は、ノーズギア（機首車輪）のステアリングが15度以上切られるとメインギアボギーが油圧によって「く」の字に折れ曲がるようになっている。このため、全長が57メートルもある長胴型の-61/-63/-71/-73でも滑走路内での180度方向転換が可能である。
DC-8の操縦系統はラダー（方向舵）が操縦索とタブによる人力操舵と油圧を用いた操舵、エレベーター（昇降舵）は人力操舵のみ（いずれもオートパイロット作動時を除く）であるため、ジェット旅客機としては唯一ガストロック機構（地上において強い風によって舵が動くのを防ぐ装置）を装備している。このガストロックの操作にはかなりの力を要したという。フラップやエルロン、スポイラー等は他のジェット旅客機同様に油圧で動作する。
機内設備については、機内食を温めるためのハイテンプオーブンや水洗式のトイレ、座席内蔵型テーブルや座席内蔵型のランプ、座席内蔵型の酸素マスクなど、機内サービスの充実と快適性の向上を目的とした最新設備が多数奢られた。なお座席内蔵型のランプと座席内蔵型の酸素マスクについては、整備上の問題点から-50シリーズ以降は現在多く見られるような天井部に内蔵される形に改修された。
日本航空では、ハイテンプオーブンの導入に併せて機内食の食器にノリタケカンパニー製の陶磁器が使用されるようになった。客室の窓は片側3列座席に座る乗客が同時に下を眺められるよう大きめの窓を低めの位置に作られ、窓の配列の間隔は他の旅客機とくらべて広く（JR新幹線のN700系の窓をイメージするとわかりやすい。）、40インチピッチとなっている。これは、当初座席間隔を広めに設定していた名残とされている（設計当時の一般的シートピッチは、ファーストクラスで40インチ、ツーリストクラスで36 - 38インチだった）。しかし、このためにエコノミークラスでは窓がない座席が複数できてしまうこととなった。

## バリエーション
はじめの 5 シリーズ (-10, -20, -30, -40, -50) は基本的には同一の機体を持つ。

### -10シリーズ

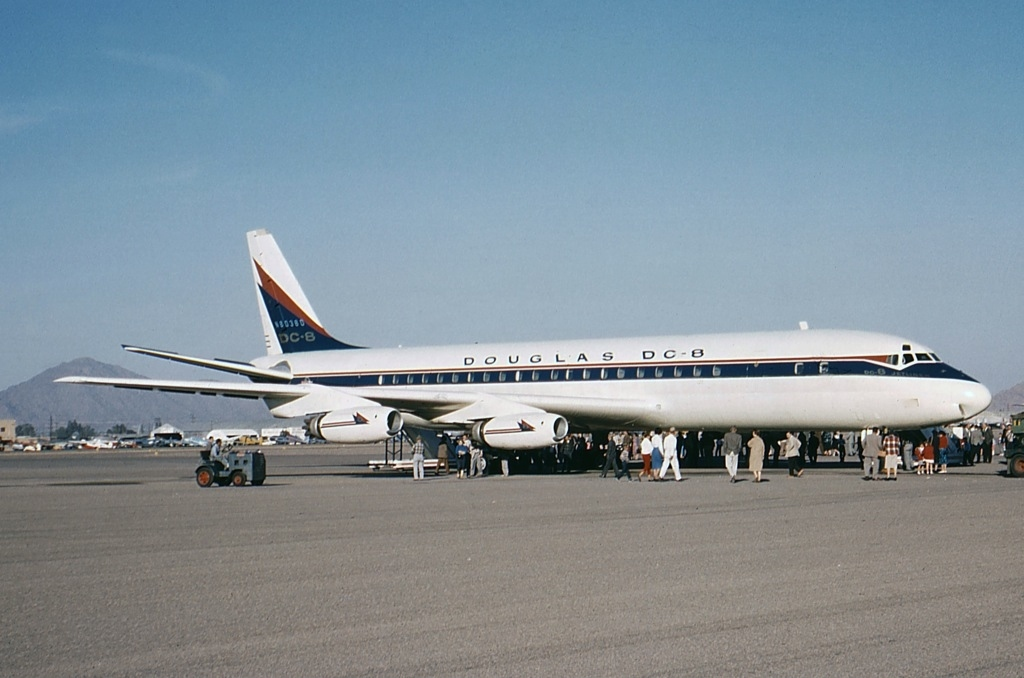
DC-8-11

DC-8の最初期型の-10シリーズはターボジェットJT3C-6を搭載し、最大離陸重量の違いで-11型と-12型の2種類が製造された。
当時はまだJT3C-6エンジンが軍事機密扱いだったため、アメリカ国内線向けだけに限られ、1959年9月18日にユナイテッド航空とデルタ航空により初就航した。後に15機がJT4Aに換装され-21型に、11機がJT3D-3に換装され-51型となった。

### -20シリーズ

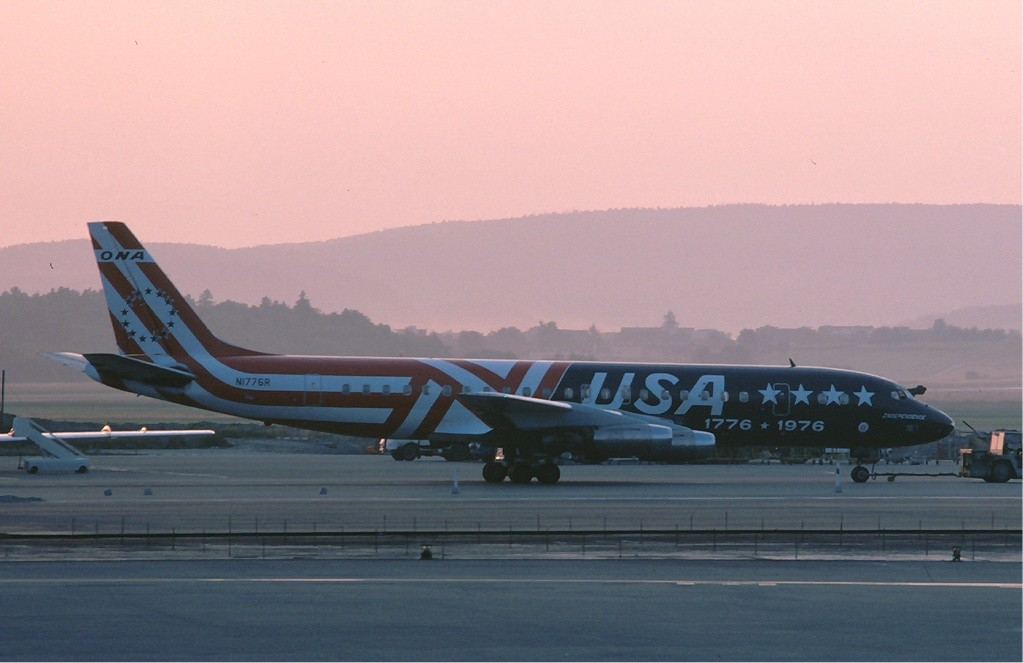
オーバーシーズ・ナショナル航空のDC-8-21（アメリカ独立200年記念塗装）

-12型の機体にターボジェットJT4A-9を搭載した-21型のみ34機が製造された。翼端を延長し形状を改修したことで、-12型に比べ航続距離が10%改善されたため、中距離路線用として1960年1月21日ユナイテッド航空とナショナル航空によって大陸横断路線に就航した。

### -30シリーズ

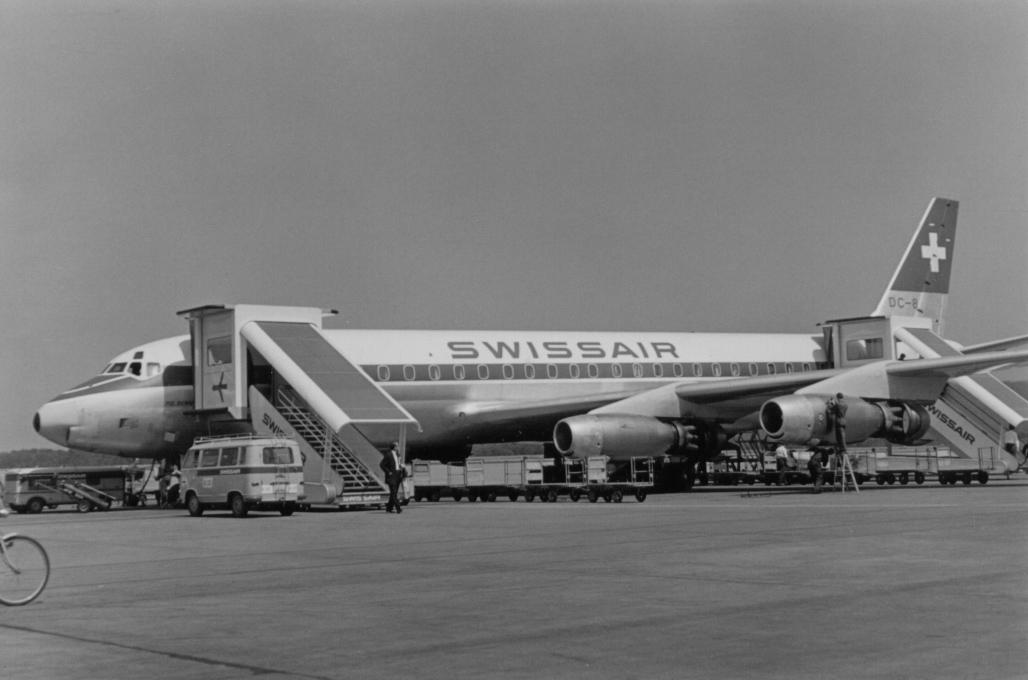
スイス航空のDC-8-33

-21型でも太平洋横断路線に使用するにはまだまだ航続距離が不足していたため、燃料タンクを増設し主翼用翼端を延長するなどの改修を施されて登場した本格的な長距離国際線用で、-31型・-32型・-33型の三種類が製造された。
-31型はJT4A-9を装備し最大離陸重量を300,000ポンドにした機体であったが、まだ性能不足のためわずか4機で製造が打ち切られた。
-32型はJT4A-9またはJT4A-10を装備し、最大離陸重量が310,000ポンドに引き上げられた結果、航続性能が大幅に改善された。これにより航空各社から注文が殺到し、43機が製造された。日本航空もこの-32型を受領し、1960年8月12日に太平洋線に就航させた。なお、日本航空では1961年4月24日に羽田空港でオーバーランし機体に大きな損傷を受けたDC-8-32（JA8003）のエンジンをダグラス社でJT3D-3に換装させ、-53型（JA8008）として再使用した。
-33型は特に日本航空やスカンジナビア航空からの要望で北回りヨーロッパ線に就航させることを狙った機体でJT4A-11またはJT4A-12を装備し、最大離陸重量を315,000lbに引き上げた機体である。この頃-50シリーズが発表されたため、製造された機体はわずか10機だった。
これらのDC-8初期型はターボファンエンジンと違いバイパス構造を持たないターボジェットエンジン搭載のため、静粛性や燃費の面で劣り、航続距離も航空会社の要求を満たす物ではなかったため（上記のように、気象条件によってはホノルル-東京間をノンストップで飛べないこともあった。）、後にターボファンエンジンを搭載した-50シリーズが登場すると、多くの航空会社は早期にエンジンの換装、発注機種の切り替えを行った。

### -40シリーズ

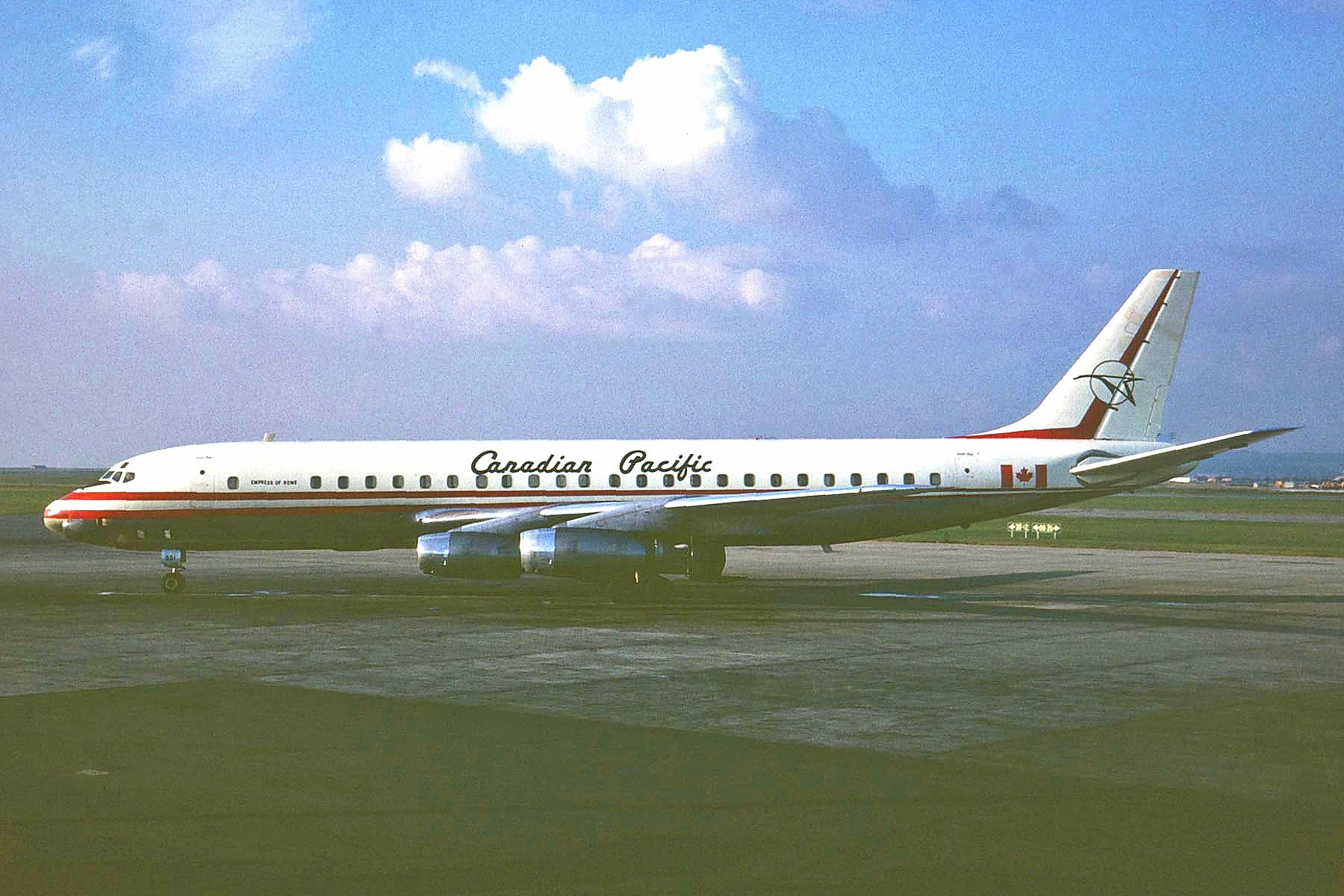
カナダ太平洋航空のDC-8-43

-31型・-32型・-33型の機体にイギリスのロールス・ロイス製コンウェイ12（ターボジェットエンジン）を装備し、使い慣れないプラット・アンド・ホイットニー社製エンジンの選択に躊躇していた、イギリスやカナダ、バハマなどのイギリス連邦諸国の航空会社の採用を狙ったものだった。
また-40シリーズは実験飛行に使われたものもあった。このうち1機は旅客機としては史上初の音速の突破に成功した。これにより、DC-8の優秀さを示すことに成功し大きな宣伝にもなった。

### -50シリーズ

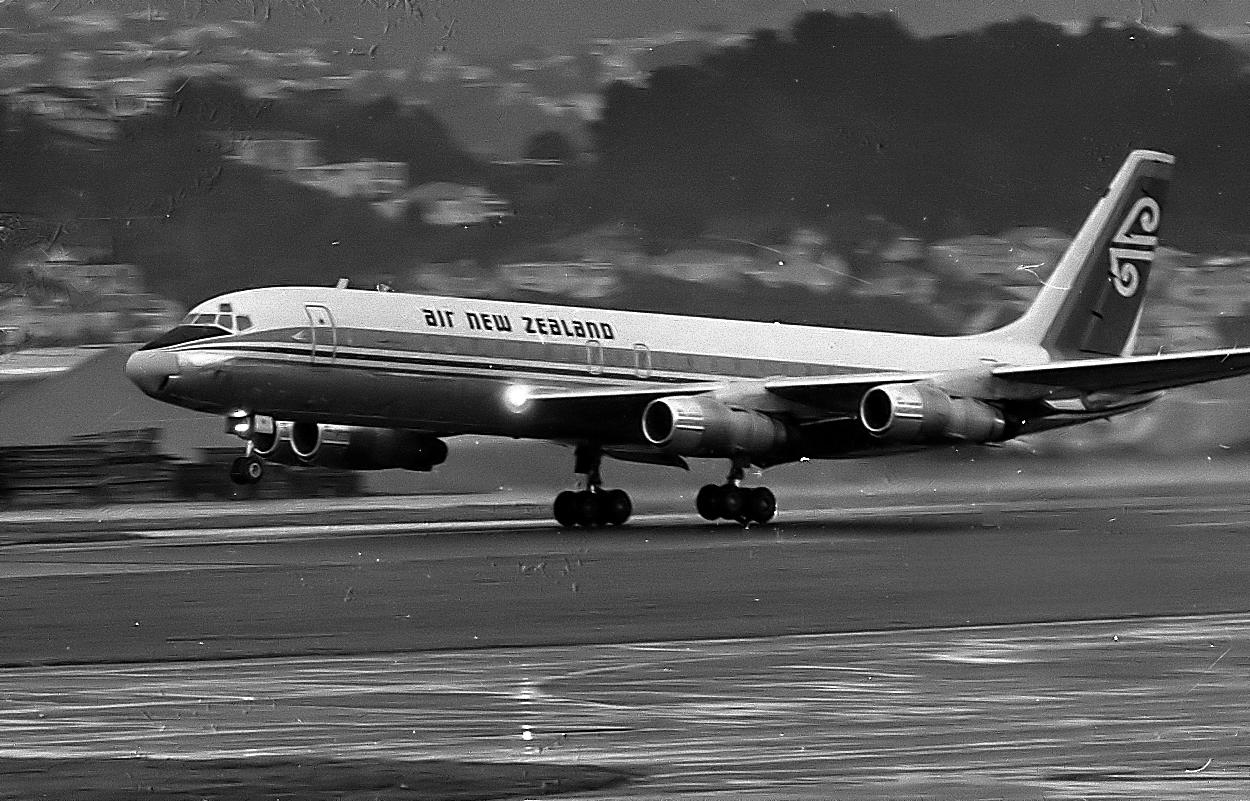
ニュージーランド航空のDC-8-53

-50シリーズはプラット・アンド・ホイットニー製のJT3D（ターボファンエンジン）を搭載し、静粛性と燃費、航続距離を向上させた。その結果、初めて貨物型あるいは貨客混載型のDC-8Fがラインナップに加わった。ボーイング707より劣っていた性能を一挙に挽回した-50シリーズの就航により、多数の受注を得ることに成功する。
- -51はJT3D-1を搭載し、主にアメリカ国内専用として31機が製造された。
- -52はJT3D-3または-3Bを装備し、最大離陸重量を-31並みの300,000lbにしたため、主に大西洋線用に使われた。
- -53は最大離陸重量が315,000lbまで引き上げられ、長距離国際線用として主にアジアの航空会社で広く使われた。
- -54は-53の胴体を貨物専用に再設計し貨客混載でも運航できるように各部が強化された機体で、F型のみが製造され「ジェットトレーダー」の愛称で30機が送り出された。アメリカ海軍でも仮想敵機の指揮統制機に改造されEC-24Aとして使用されていた。
- -55は最大離陸重量を325,000lbにしたため、太平洋線において悪天候でも無着陸横断運航ができるようになった。また後部圧力隔壁に初めて平面形を採用したため、キャビン容量が増加している。これらの技術は後の-60シリーズのベースとなる。

### -60シリーズ

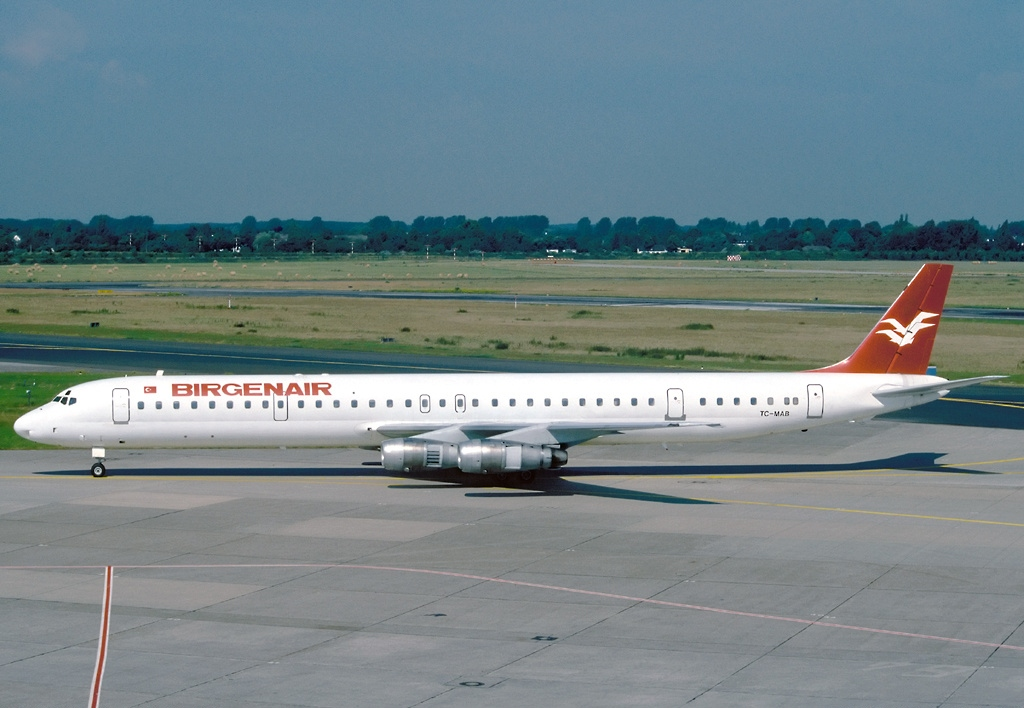
バージェン航空のDC-8-61

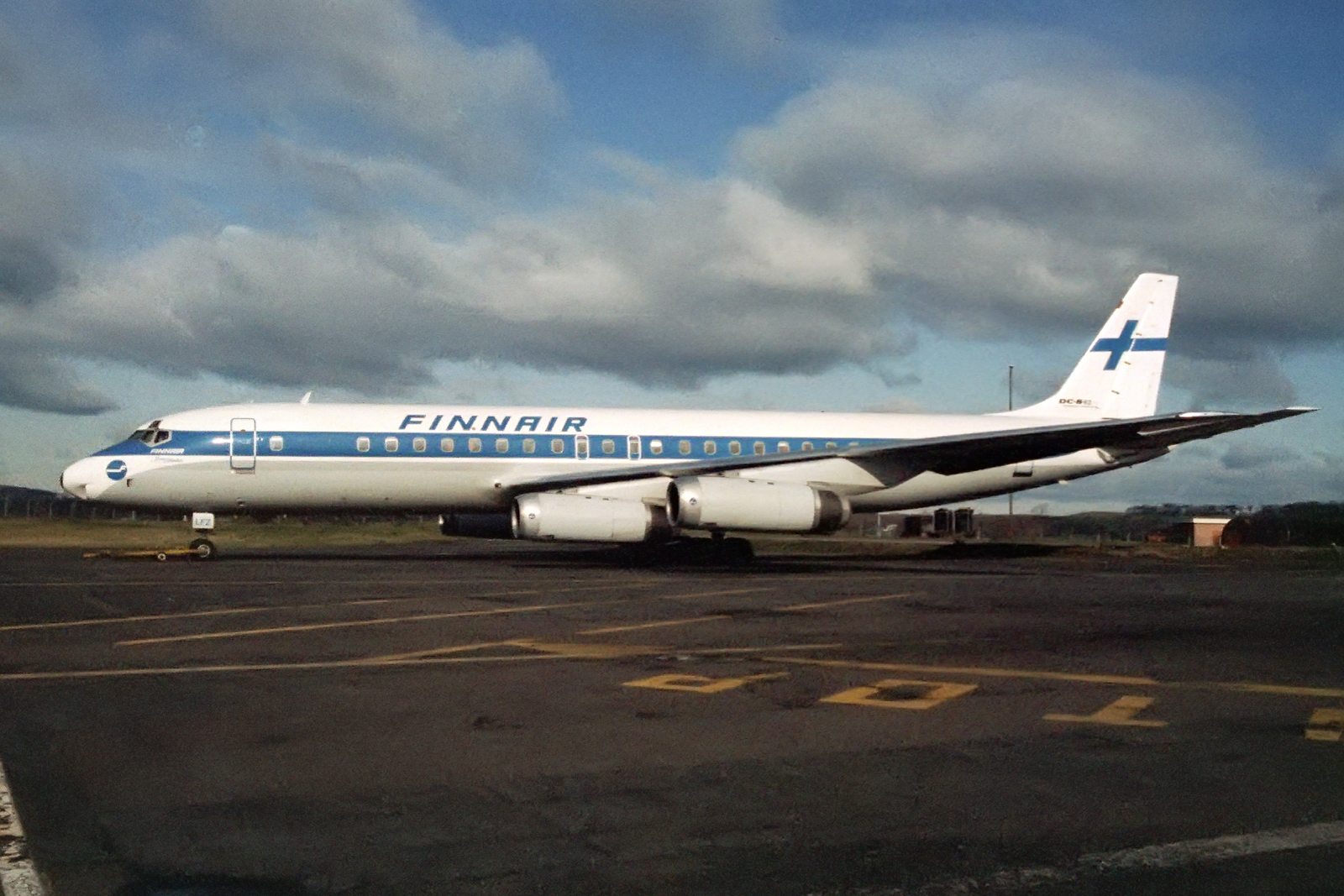
フィンエアーのDC-8-62

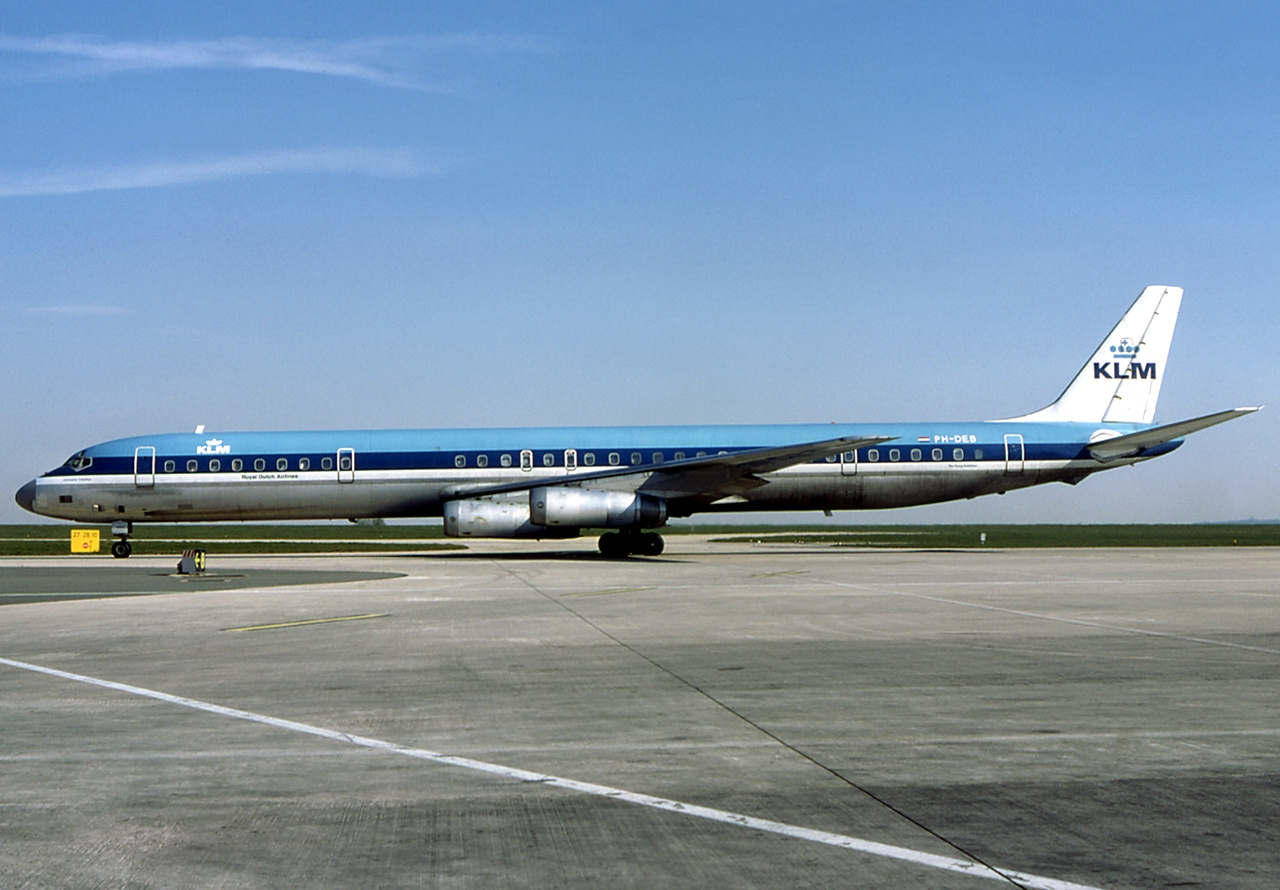
KLMオランダ航空のDC-8-63

スーパー60シリーズと呼ばれる最終進化型の-60シリーズには、-61、-62、-63の三種類が製造された。1965年に開発が発表されている。
なお、これまでDC-8の特徴の1つとされたものの、整備のしにくさが問題視されていた座席内蔵の酸素マスクおよび照明ユニットが廃止され、この頃に導入された他の多くの機材同様にオーバーヘッドストウェッジ内蔵のものに改められ、窓のカーテンも廃止され遮光シェードに改められた。また、この形式から貨物型がAF型、貨客混載型がCF型と区別されるようになった。
-61は-55の最大離陸重量や最大積載燃料を変えずに胴体を約11メートル延長した大容量・中距離機で、就航当時世界最大の座席数を持つ旅客機であった。座席数が多い一方で航続距離がそれほど長くないことから、日本航空や日本アジア航空、ユナイテッド航空やデルタ航空などにより、需要が旺盛かつ長大な航続距離を必要としないアメリカ国内線や日本国内線、アジア域内線をはじめとする中・近距離幹線に主に使われた。なお、-61は2020年現在でもナローボディ機では世界最長の航空機である。
-62は-55の胴体を2メートル（主翼前後にそれぞれ1メートルずつ）延長するとともに主翼の翼端を改良し、エンジンポッドも空力特性の改良を加えたものにカットバックパイロンを採用し、またエンジンも最新型を使用することで1万キロ近くという当時としては最も長い航続距離を誇った中容量・超長距離機で、東京-サンフランシスコ間の無着陸太平洋横断飛行や、東京-モスクワ間の無着陸飛行が可能となり、日本航空やスカンジナビア航空、タイ国際航空やブラニフ航空など多くの航空会社で長距離国際線の花形となった。
-63は-61型の胴体と-62型の主翼を組み合わせた大容量・長距離機で、その積載容量の大きさから旅客型より貨客混載型や全貨物型の方が多く製造され、エアカナダやシーボード・ワールド航空、KLMオランダ航空や大韓航空などが導入し中長距離路線で使用した。-63型はボーイング747登場前は長距離用機として世界最大の旅客機（最大離陸重量換算）であり、主脚の長さなどの問題によりボーイング707の胴体延長ができないボーイングをいらだたせ、ボーイング747の開発が行われる動機の一つとなった。
-63型は、最初の設計段階では-71型として計画されていた。-62と-63にはエンジンをパワーアップしたJT3D-7を搭載したハイレンジ仕様（通称：-62H、-63H）も生産された。さらに日本の国内線やヨーロッパ域内の短距離路線向けに、-63型の航続距離を 2,000 マイル程度に抑えた機体を製造する計画もあり、-73型として検討されていたが、実現しなかった。

### -70シリーズ

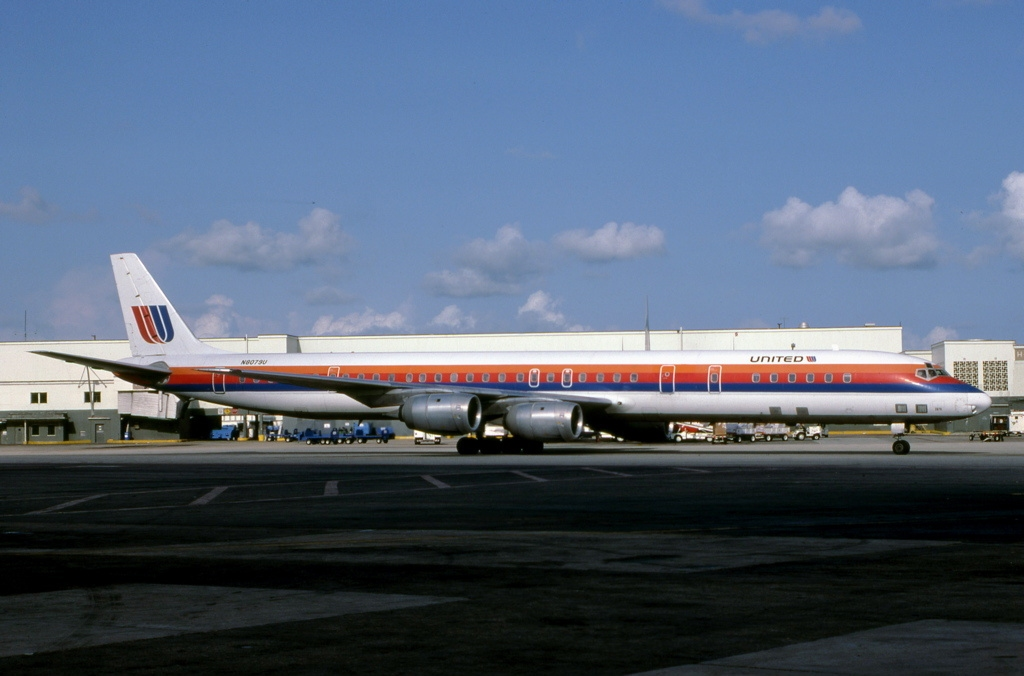
ユナイテッド航空のDC-8-71

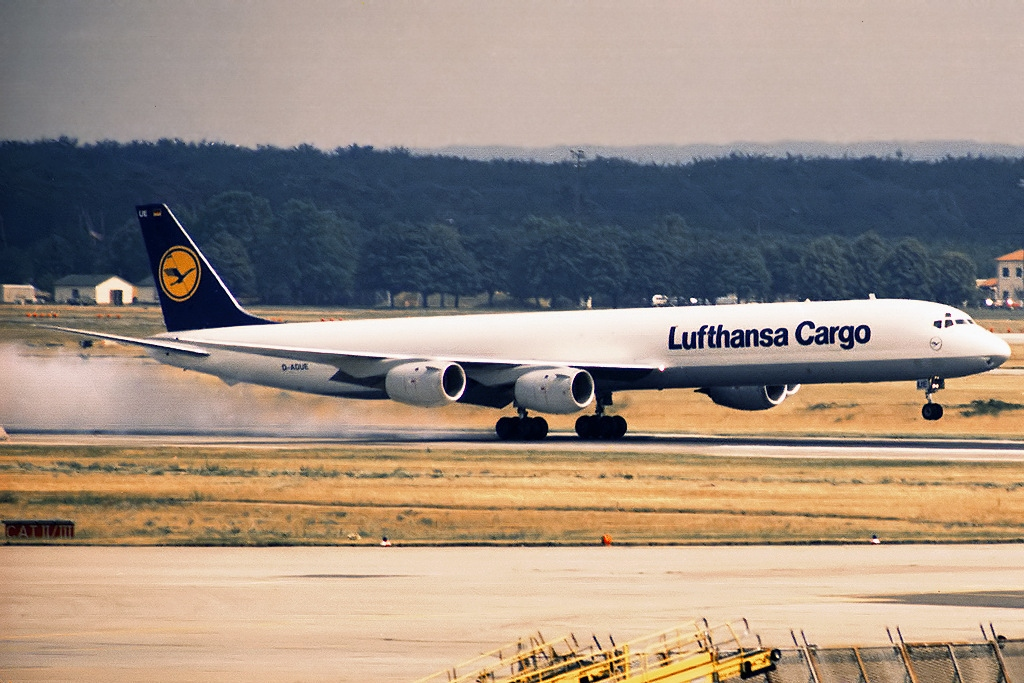
ルフトハンザ・カーゴのDC-8-73

-70シリーズは、生産中止後に比較的機齢の若い-60シリーズのエンジンをアメリカのジェネラル・エレクトリック社とフランスのスネクマ社の合弁会社であるCFMインターナショナル（CFMI）製のCFM56に換装し、静粛性の向上と燃費効率の向上、推力の向上を図ったものである。
静粛性を向上することで、欧米諸国や日本などの先進諸国で1980年代以降に導入された騒音規制をクリアすることを狙った。航続距離も向上しており、特に-72型はボーイング747-SPをも凌ぐ航続性能を発揮できた。また、-70シリーズではエアリサーチ社製のAPUが搭載された。-70シリーズへのアップグレード改修費用は当時の金額でおよそ1,500万ドルであった。なお、エンジン以外のアビオニクスなどのアップグレードは行われなかったが、航空会社が独自に客室設備などをアップグレードするケースもあった。
最初に-61型を改修した-71が1981年8月に初飛行し、その後-62型を改修した-72型や-63型を改修した-73型が相次いで導入された。その後、ユナイテッド航空やデルタ航空、エアカナダやアイスランド航空などの多数のDC-8-60シリーズを運航していた航空会社が改修を行ない、総計110機が改修された。ただ、-72型は改修によって座席に対するコストが高くなり収益率の悪化が懸念されたため、人気が低かった。なお日本航空やKLMオランダ航空、タイ国際航空やスイス航空などはDC-10を購入したうえに、ボーイング767やエアバスA310、エアバスA300-600型機などの最新鋭機を導入することを選択し、改修することを見送った。
新型エンジンの換装で騒音規制をクリアしているため、アメリカをはじめとする先進国の大手航空会社では、ボーイング767型機やボーイング757型機、エアバスA330型機などの次世代機が行きわたった1990年代に至るまで、それ以外の国でも2000年代に至っても多くの機材が現役で使用されていた。
しかしながらもともとの機体が生産中止から45年以上が経過しており、2021年現在ではすでに旅客機としては使われておらず貨物機に改造された機体も続々と姿を消している。

## 性能諸元 (DC-8-62)
※日本航空仕様
- 全長：48.01m
- 全幅：45.29m
- 全高：12.81m
- 客室長：35.10m
- 翼面積：272m2
- 垂直尾翼面積：20.71m2
- 水平安定板面積：36.34m2

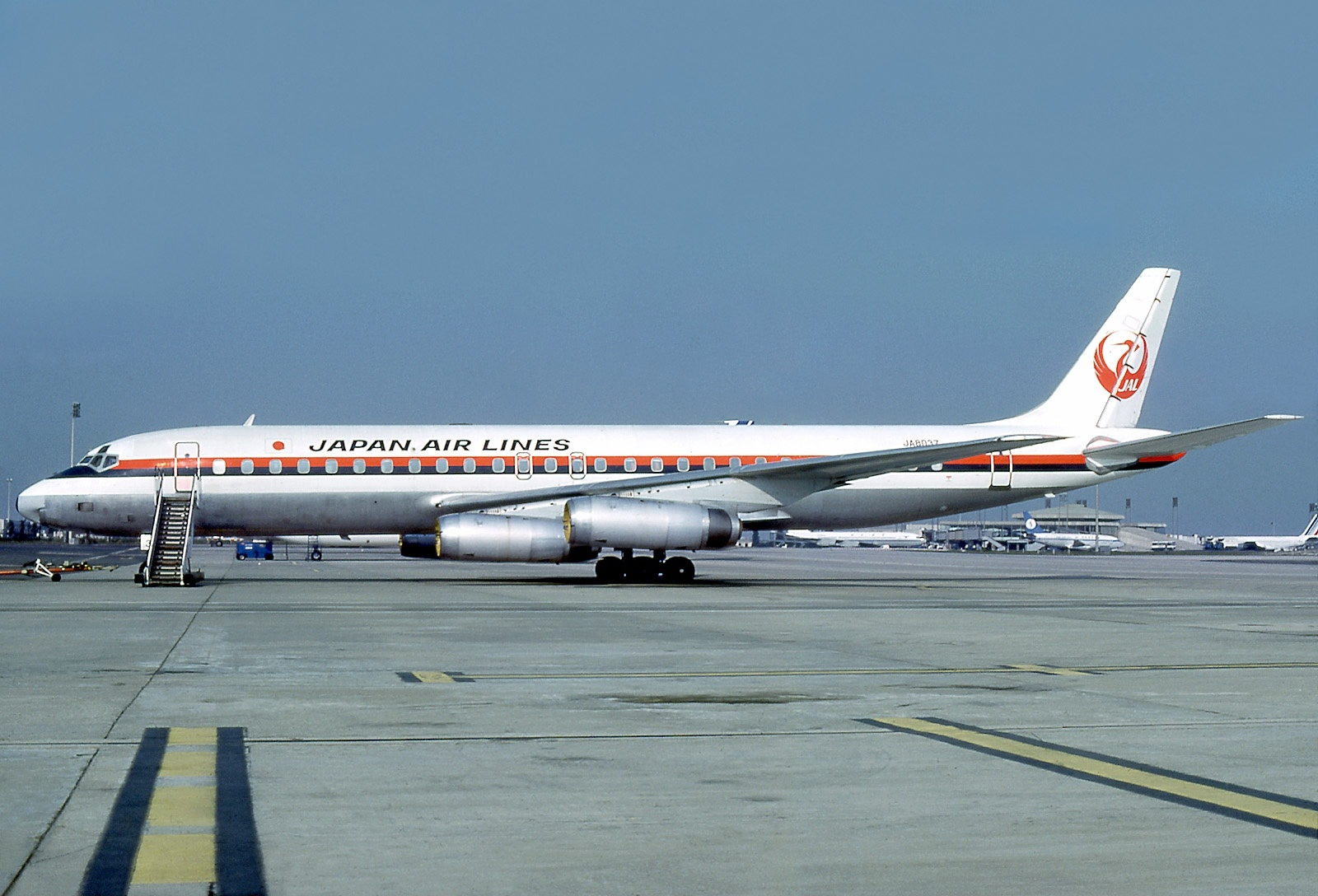
日本航空のDC-8-62

- 運用自重：147,000 lb (66.7t)
- 最大離陸重量：335,000 lb (152t)
- 最大着陸重量：240,000 lb (109t)
- 最大搭載燃料：165,000 lb (74.8t)
- エンジン：プラット・アンド・ホイットニーJT3D-3B × 4基
- 離昇出力：18,000 lb (8165 kg) /6,500rpm
- 高速巡航速度：485kt (898 km/h) /30,000 ft
- 長距離巡航速度：459kt (850 km/h) /35,000 ft
- 離陸速度：160kt (296 km/h) /フラップ10°
- 着陸進入速度：137kt (254 km/h) /フラップ15°
- 航続距離：4,600 nm (8,520 km) /ペイロード41,650 lb (18.9t)
- 座席数：ファーストクラス32席+エコノミークラス114席 計146席

## 統計

### 生産数

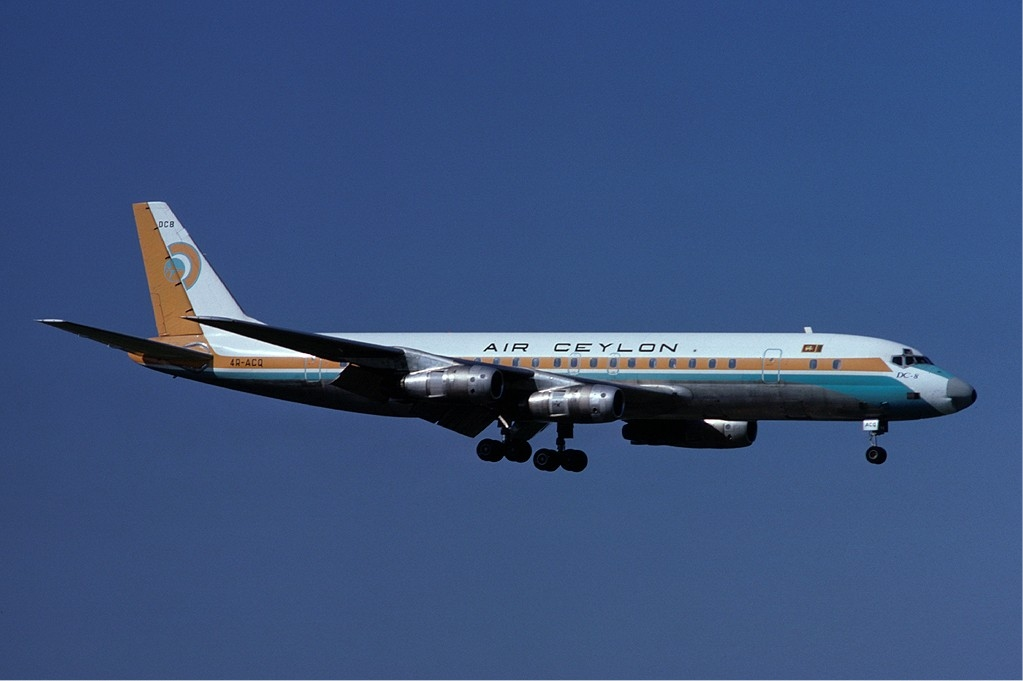
エアセイロンのDC-8-53

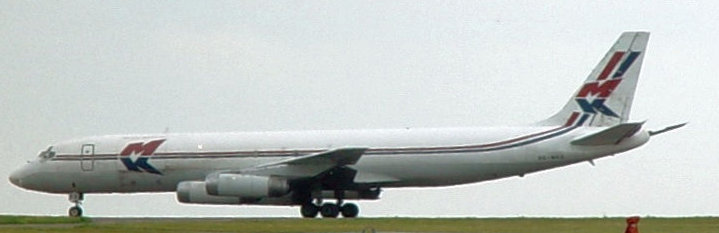
MK エアラインズのDC-8-62F

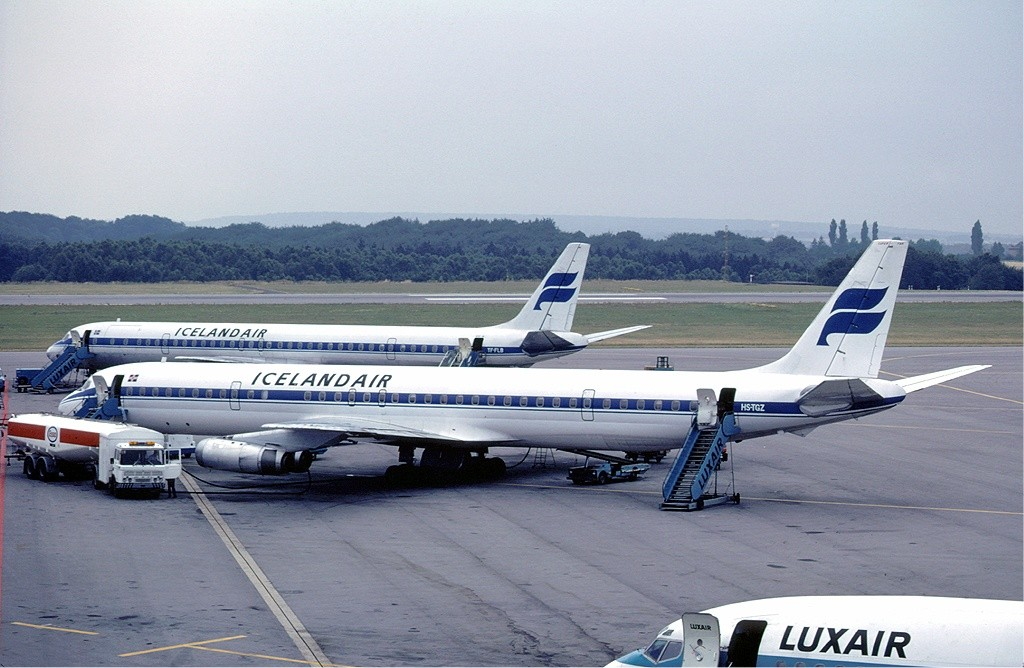
アイスランド航空のDC-8-63

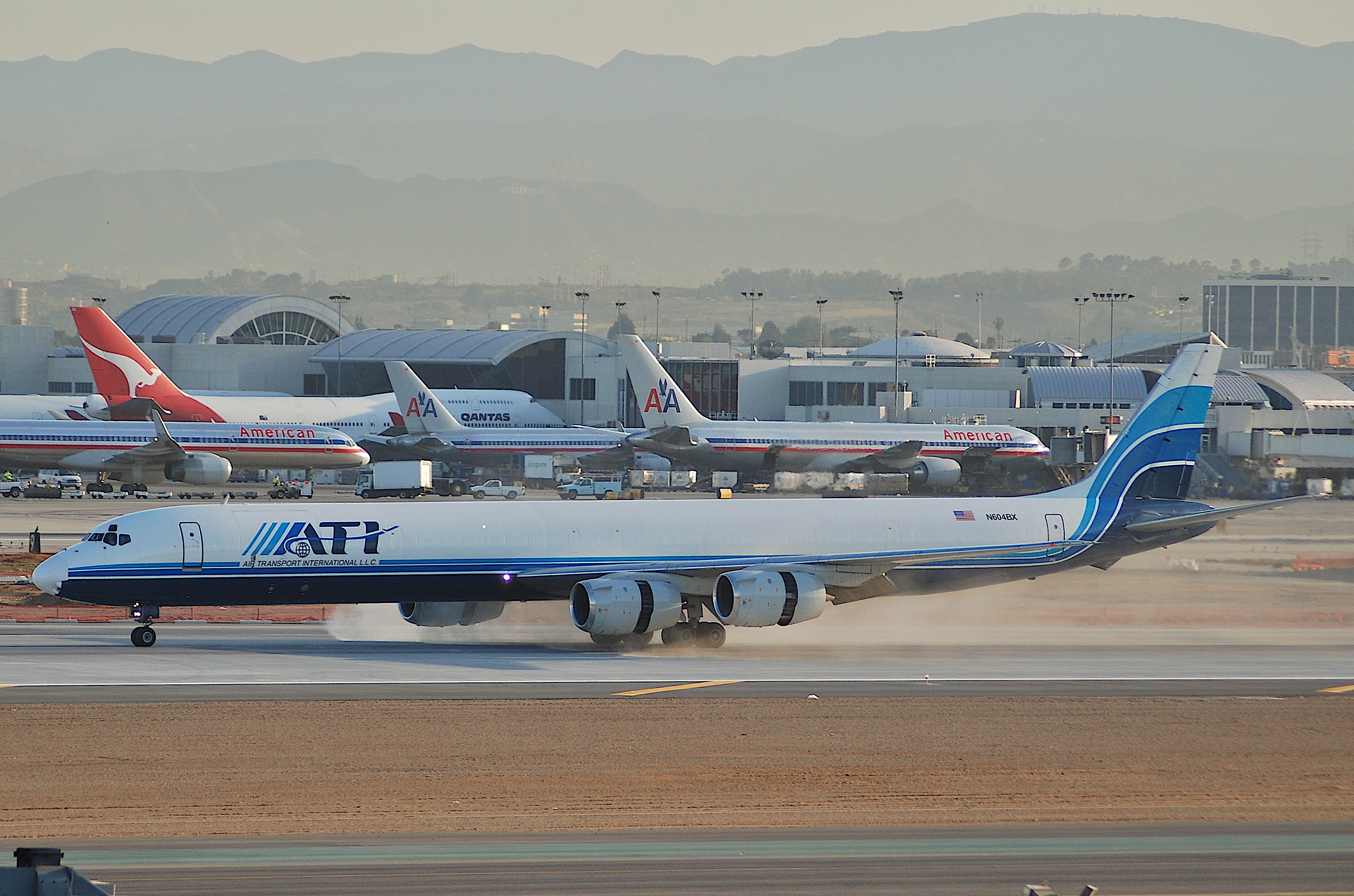
ATI航空のDC-8-73型

総生産数：556機 (1958年から1972年まで)
- DC-8-11 型機 23機
- DC-8-12 型機 5機
- DC-8-21 型機 34機
- DC-8-31 型機 4機
- DC-8-32 型機 43機
- DC-8-33 型機 10機
- DC-8-41 型機 4機
- DC-8-42 型機 8機
- DC-8-43 型機 20機
- DC-8-51 型機 31機
- DC-8-52 型機 25機
- DC-8-53 型機 25機
- DC-8-54F 型機 30機 (正式にはDC-8F-54)
- DC-8-55 型機 8機
- DC-8-55F 型機 24機 (正式にはDC-8F-55)
- DC-8-61 型機 78機
- DC-8-61CF型機 10機
- DC-8-62 型機 51機
- DC-8-62CF型機 10機
- DC-8-62AF型機 6機
- DC-8-63 型機 41機
- DC-8-63CF型機 53機
- DC-8-63AF型機 7機
- DC-8-63PF型機 6機

### 初飛行
- DC-8-10型機 1958年5月30日
- DC-8-20型機 1958年11月29日
- DC-8-30型機 1959年2月21日
- DC-8-40型機 1959年7月23日
- DC-8-50型機 1960年12月20日
- DC-8-55型機 1962年10月20日
- DC-8-61型機 1966年3月14日
- DC-8-62型機 1966年8月29日
- DC-8-63型機 1967年4月10日
- (DC-8-61) DC-8-71型機 1981年8月15日
- (DC-8-62) DC-8-72型機 1981年12月5日
- (DC-8-63) DC-8-73型機 1982年3月4日

## DC-8を導入した主な航空会社

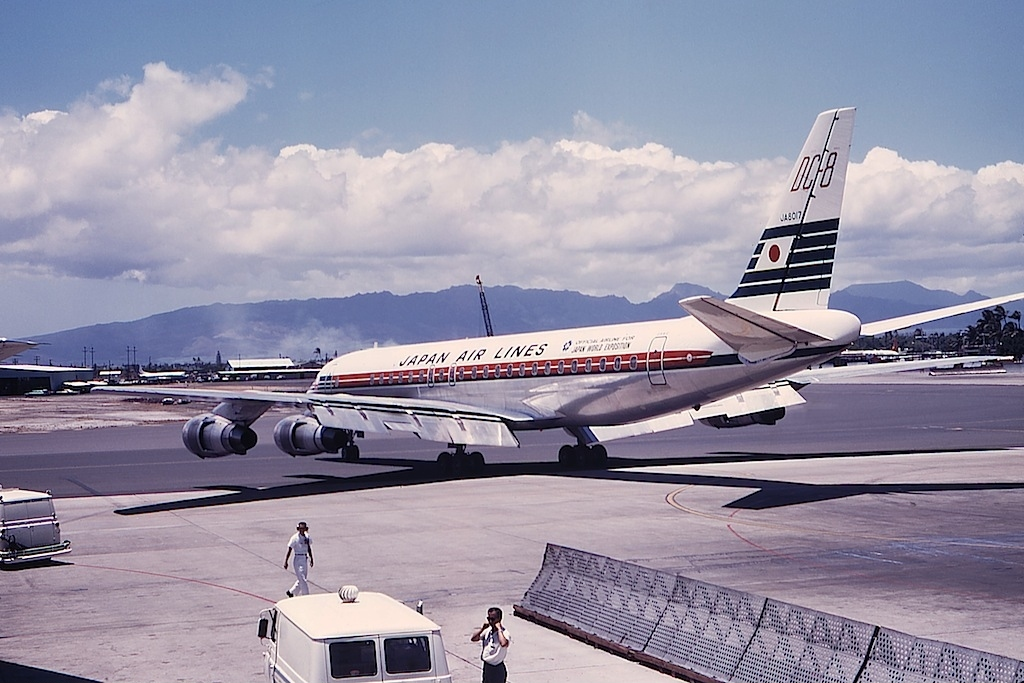
日本航空のDC-8-55

- ユナイテッド航空
- 日本航空
- ユナイテッド・パーセル・サービス
- フライング・タイガー・ライン
- イースタン航空
- デルタ航空
- エアボーン・エキスプレス
- KLMオランダ航空
- シーボード・ワールド航空
- エア・トランスポート・インターナショナル
- スカンジナビア航空
- アリタリア航空
- パンアメリカン航空
- UTAフランス航空
- フィリピン航空
- タイ国際航空
- アエロメヒコ航空
- スイス航空
- アエロペルー
- カナダ太平洋航空
- ガルーダ・インドネシア航空
- アエロナベス・デル・ペルー
- ニュージーランド航空
- ハワイアン航空
- 大韓航空
- ノースウエスト航空
- DHL
- ヴァリグ・ブラジル航空
- サウジアラビア航空
- サウジ・アラムコ・アビエーション
- セイロン航空
- フィンランド航空
- MK エアラインズ

### DC-8型機を使用した政府/軍隊

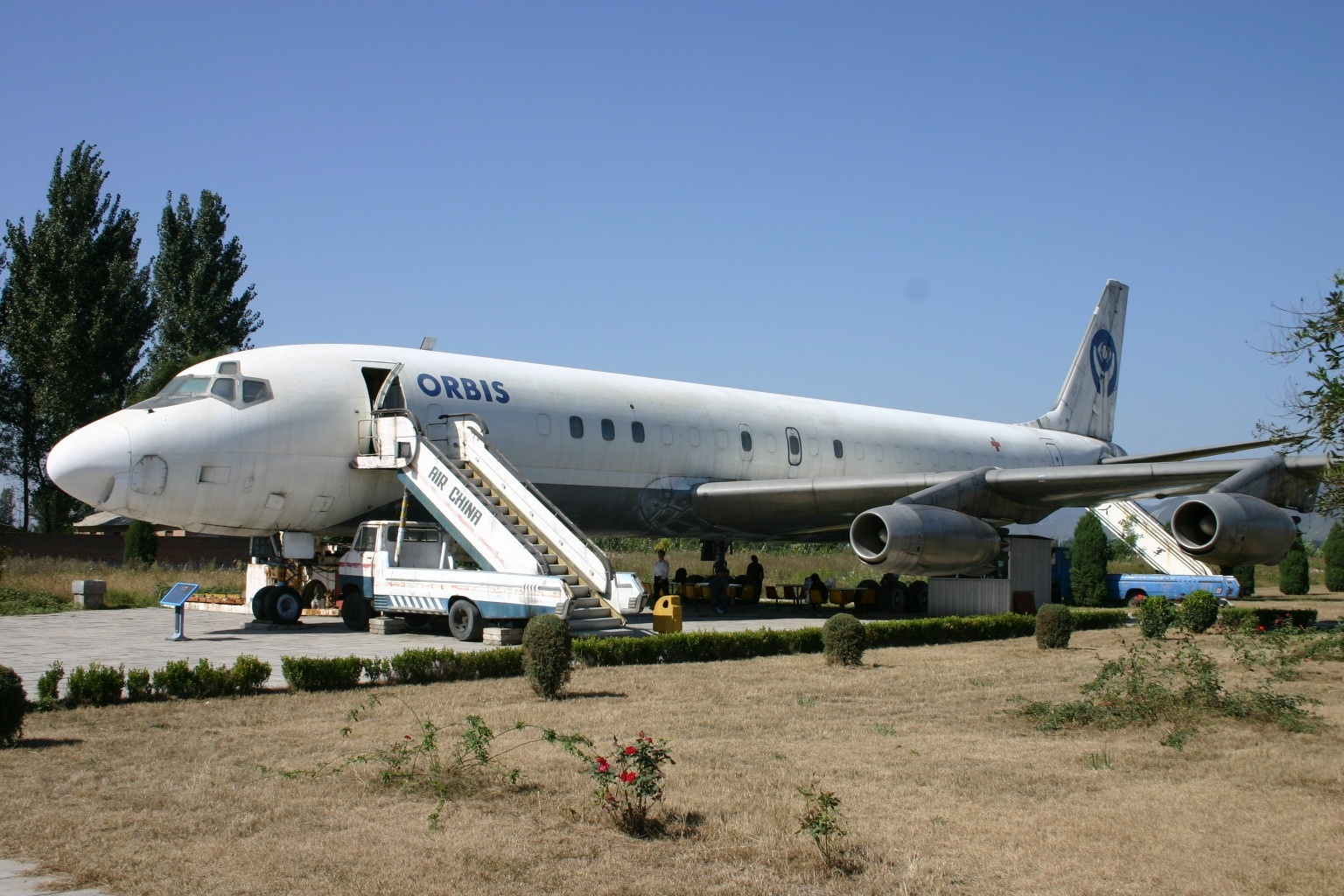
中国空軍航空博物館に展示されている『Flying Eye Hospital』

- スペイン空軍
- フランス空軍
- アメリカ合衆国海軍
- アメリカ航空宇宙局
- ペルー空軍
- ガボン政府

### その他
発展途上国での失明防止を目的とするNGO団体「オービス・インターナショナル」が、1982年からDC-8-21を『空飛ぶ眼科病院』として運用していた。機内には眼科の検査機器や手術室が搭載され、オービス・インターナショナルのボランティア医師が治療に当たっていた。運航要員は航空会社でDC-8に乗っていたパイロットらがボランティアで行っていた。
1992年に、ユナイテッド航空から寄贈されたDC-10-10に更新された。その後は支援のため複数回訪れていた中華人民共和国の中国空軍航空博物館に展示されている。

## 日本航空のDC-8

### 日本航空による導入検討

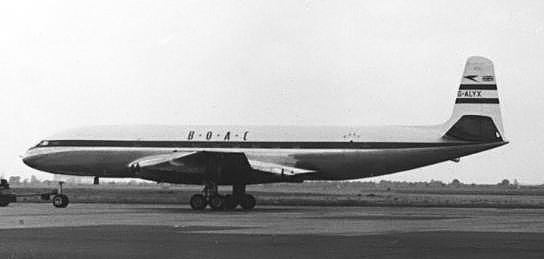
英国海外航空のコメットMk.I

日本航空では、会社発足間もない1952年に世界初のジェット旅客機であるデ・ハビランド DH.106 コメット機をパンアメリカン航空や英国海外航空、エールフランス航空などのライバル会社とともに3機発注したが、その後発生した同機の連続空中分解事故を受けて発注をキャンセルした。
その後、ボーイングが同社初の本格的ジェット旅客機であるボーイング707の開発計画を、ダグラスがDC-8の開発計画の開始を表明し日本航空への売り込みを行ってきたが、日本航空社内では「DC-6Bと比べ、スピードが2倍、搭載量も2倍でペイロード換算では4倍のキャパシティを持つジェット旅客機の導入は時期尚早ではないか」という意見も多かった。しかし、アメリカやヨーロッパのライバル会社が次々とボーイング707やDC-8の導入に踏み切ると、「競争上不利になる」としてジェット旅客機の導入論が再び浮上した。
そこで日本航空社内では、DC-8とボーイング707、そしてイギリス製の大型ターボプロップ機であるブリストル ブリタニアの3種の機材の導入が検討されたが、ブリストル ブリタニアは早期の段階で検討対象から外れ、残ったDC-8とボーイング707との間で引渡し条件や過去の関係などを勘案した結果、長年に亘るダグラス機の実績と、当時運航技術や機体整備で協力関係にあったユナイテッド航空が採用したという2点を踏まえて、1955年12月15日にDC-8の導入を正式に決定した。なお当時の日本で、最新鋭のジェット旅客機を導入できる航空会社は他にはなかった。

### 発注と引き渡し

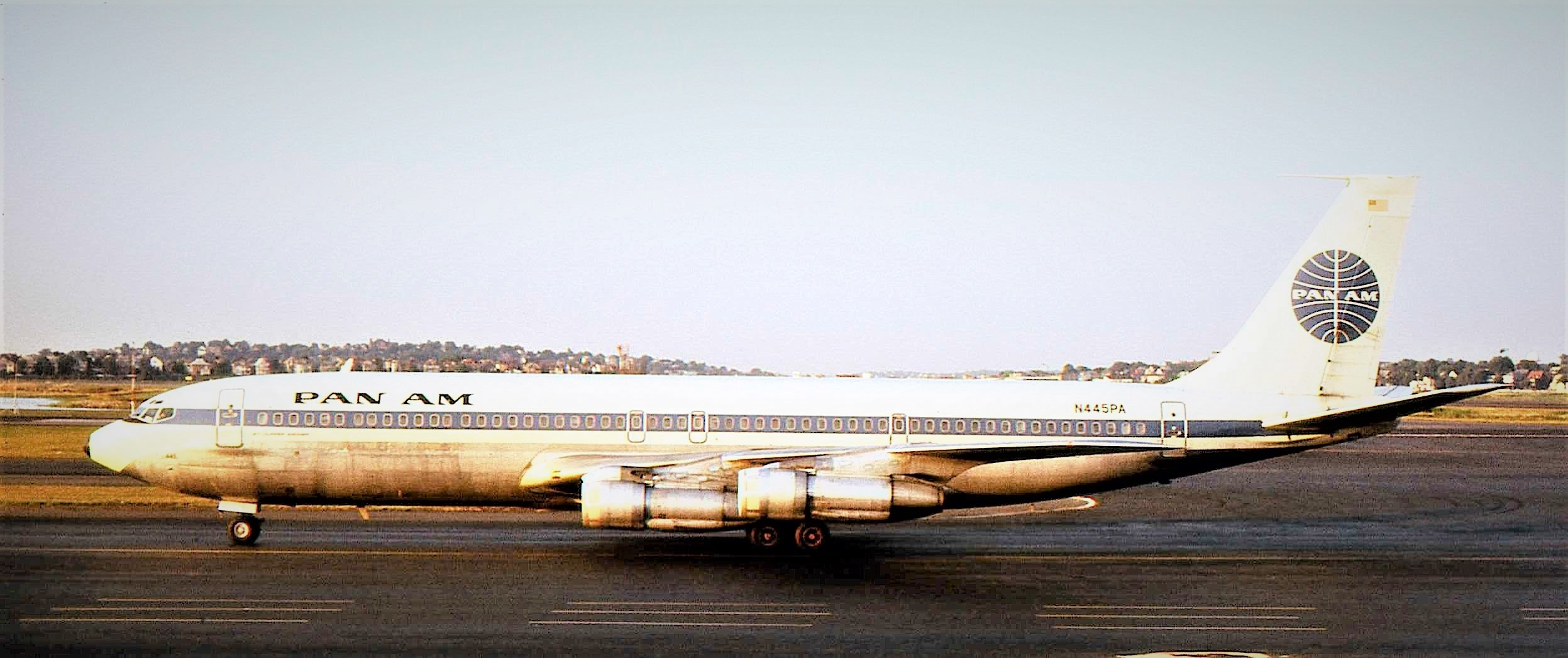
パンアメリカン航空のボーイング707

発注機数は4機（確定-32型3機、オプション1機。後にオプションを1機追加し-33型機に機種変更）で、当時日本航空および日本政府の外貨準備高がまだまだ低かったこともあり、DC-8を購入するにあたり、その購入資金の4分の3はアメリカ輸出入銀行とダグラス社からの借款によって調達した。
なお、日本航空がオーダーする直前にユナイテッド航空やデルタ航空が大量発注したことや、初の本格的な国際線用機材であったこともあり、引き渡しが競合他社に比べ大幅に遅れることがわかったため、日本航空の技術駐在員がダグラス社との間で引き渡し順を繰り上げるよう交渉を行い、1960年7月には引き渡しを受けられるようになった。さらに1959年9月に予定されていたパンアメリカン航空のボーイング707の太平洋横断路線導入とのギャップを埋めるべく、ボーイングとコンチネンタル航空に対して、早期に引き渡される予定の2機のボーイング707をリースできるよう両社と交渉を行ったが、この交渉は不調に終わった。
日本航空のDC-8の路線就航に11か月先立つ1959年9月7日に、パンアメリカン航空のボーイング707が太平洋横断路線に導入された。その結果、太平洋横断路線の乗客の多くは旧型プロペラ機のダグラスDC-7Cで運航する日本航空ではなく、所要時間が少なく快適なボーイング707で運航しているパンアメリカン航空を選択したため日本航空は収益上の大打撃を受け（この様な状況はノースウェスト航空やカナダ太平洋航空も同様であった）、赤字に転落することを余儀なくされた。

### 初就航

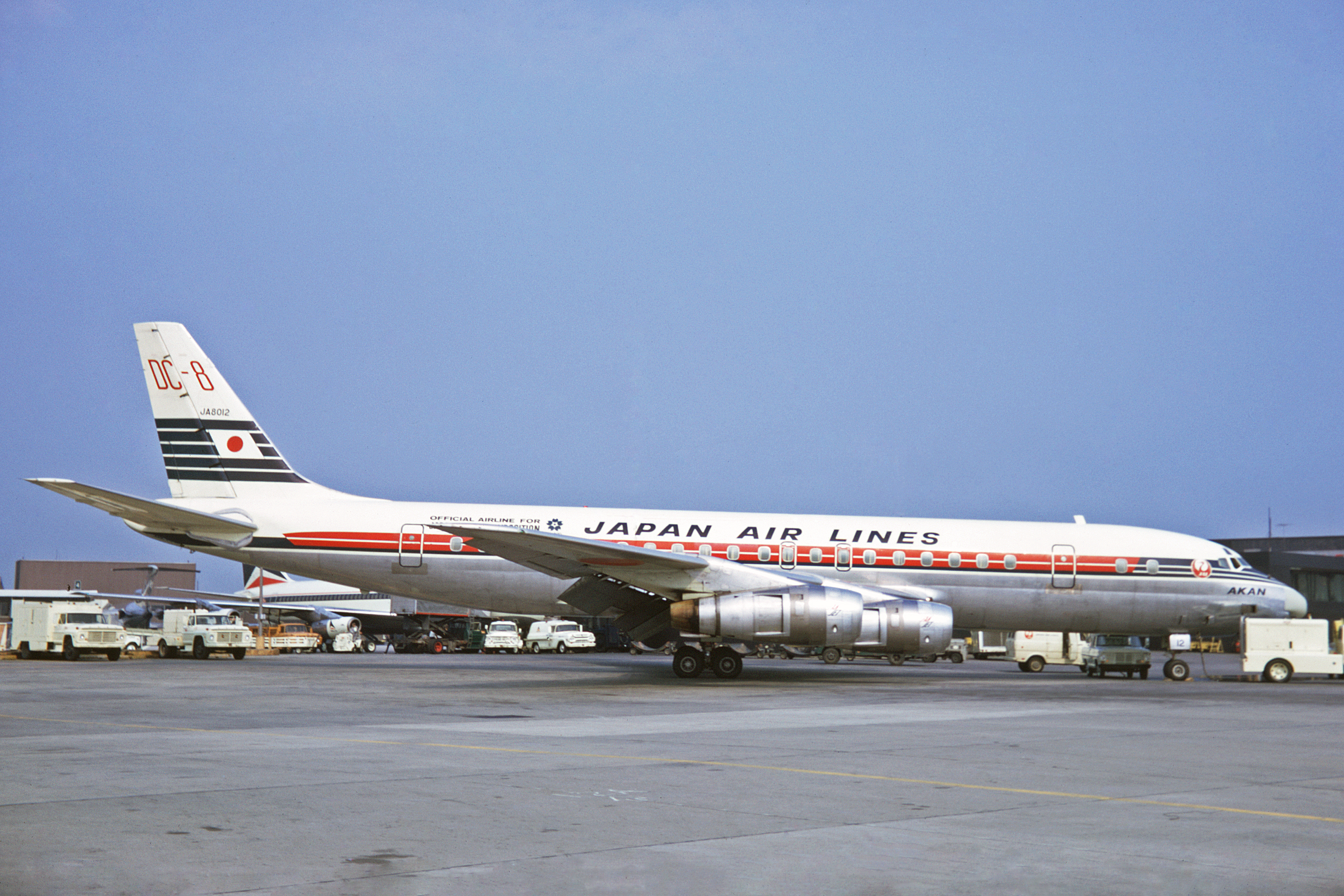
日本航空のDC-8-53型機（JA8012）

1960年7月16日に、ダグラス社のロングビーチ工場において-32型（JA8001・愛称「FUJI」）が引き渡された（日本到着は同月22日）。以降、同機には各機ごとに日本の名勝・観光地を愛称として採用しているが、この命名パターンは日本語表記で採用されていたDC-4のものを受け継いており、DC-8では英語表記に改めている。同機は「空飛ぶホテル」をコンセプトに、前田青邨によるファーストクラスラウンジの装飾画など機内を日本風の内装で統一し、またハイテンプオーブンを導入し、併せて機内食の食器を陶磁器のものに更新し機内食サービスの充実を図るなど、それまで同路線に就航していたレシプロ機のDC-7CやDC-6Bに比べ、スピードだけでなく機内サービスの質も格段に向上させていた。
DC-8の就航にあわせ、社章もお馴染みの「鶴丸」に変更し客室乗務員の制服も改定されるなど大変な力の入れようであった。しかし内装の特注は製造を請け負うダグラス社からは不評を買い、「たった4機でそんなことをさせるのか」と言わしめた逸話は有名になった。
その後、ライバルのパンアメリカン航空のボーイング707の太平洋横断路線就航から遅れること約11か月の1960年8月12日に、羽田＝ホノルル＝サンフランシスコ線に就航させ、乗客98人と当日の朝刊300部を搭載し東京国際空港を飛び立った。その後の9月5日にはロサンゼルス線に、11月1日にはシアトル線に相次いで就航した。なお、-32型はターボジェットエンジンのため燃費が悪く西行き便は太平洋上に浮かぶウェーク島のアメリカ軍基地に給油のためにテクニカルランディングした。

### 就航路線拡大
11月2日には初の東南アジア路線である東京＝香港線に就航した他、-33型の受領により1961年6月6日には、北回りヨーロッパ線（東京＝アンカレッジ＝コペンハーゲン＝ロンドン＝パリ）を開設した。しかし、発動機が燃費の悪いターボジェットだったため、逆風が強い場合アンカレッジ＝コペンハーゲン間を直行できずノルウェーの北極部のボードーにあるアメリカ空軍基地に給油のため着陸する必要があった。この路線への参入にあわせて運航乗務員は、防寒や白熊に襲われたときの銃の撃ち方など北極部への不時着時の際のサバイバル方法についての訓練を受けた。

### 日本航空の主力機に

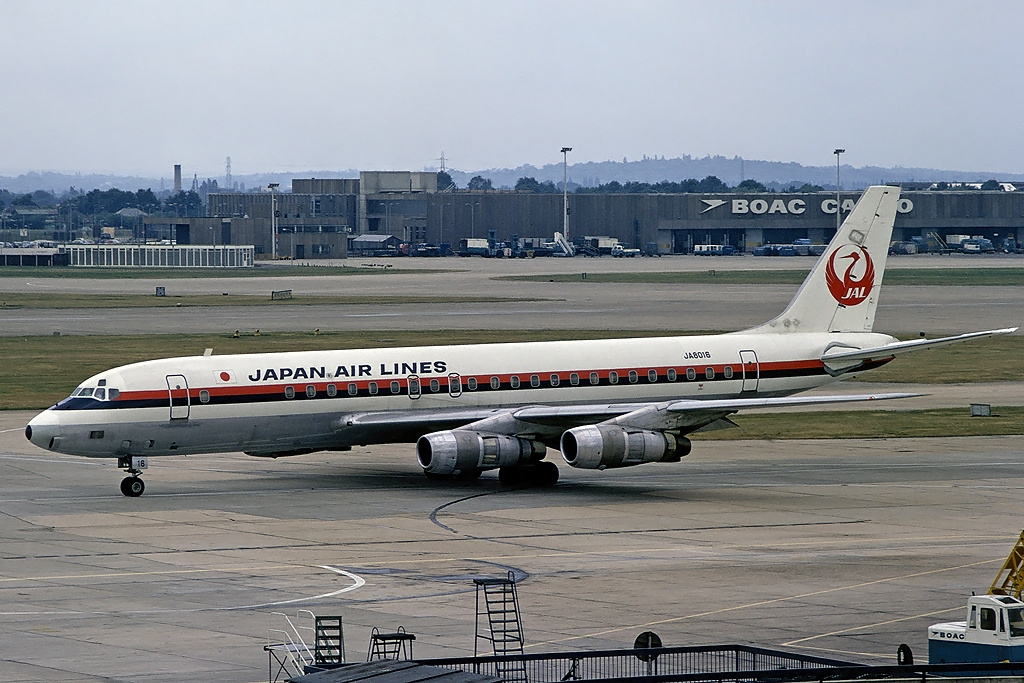
日本航空のDC-8-55型機

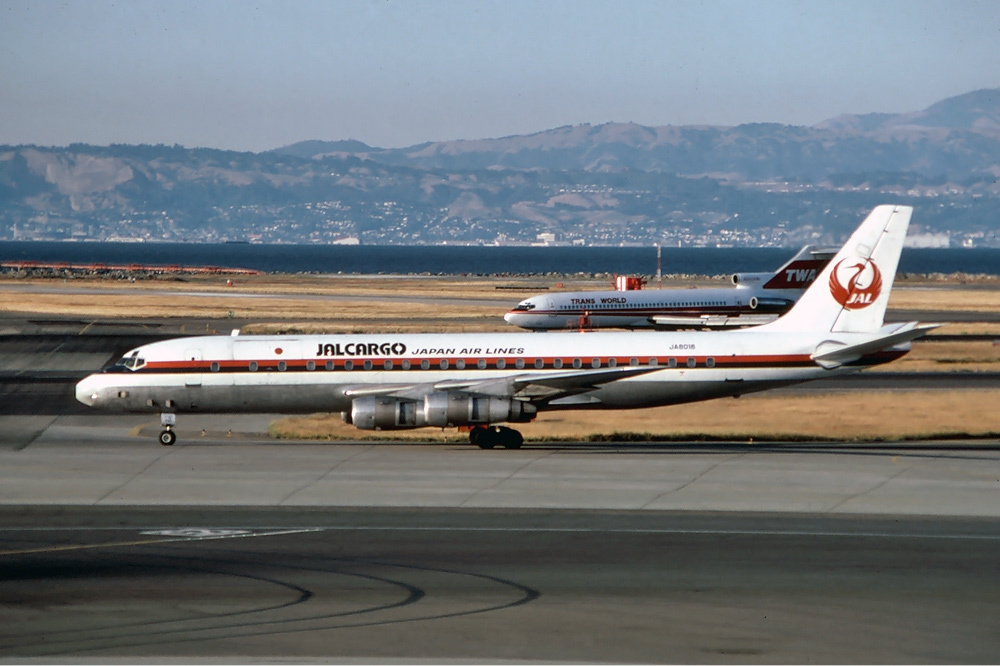
日本航空のDC-8-55F型機

その後も日本航空はターボファンエンジンを搭載した-53型、-55型、貨物型の-55F型、機体を大幅に延長した-61型、航続距離を飛躍的に増大させた超長距離型の-62型を逐次導入、1987年12月31日に全ての路線から引退するまでの27年間にリース機やイースタン航空からの購入機も含め計60機を導入し、延べ使用機数ではユナイテッド航空に次いで2番目のカスタマーであり、1967年3月6日に開設された世界一周路線（東京＝香港＝バンコク＝ニューデリー＝テヘラン＝カイロ＝ローマ＝フランクフルト（またはパリ）＝ロンドン＝ニューヨーク＝サンフランシスコ＝ホノルル＝東京）などの国際線、国内線の主力機として使用した。
なお、就航当初長距離路線や高需要路線を中心に使用することを想定されたDC-8を補佐するため、短・中距離路線用機材として、1961年に中型ジェット機であるコンベア880-22M型9機が導入された。だが、同機は操縦が難しく訓練中の事故が頻発し、整備も煩雑で故障が多く、定時出発率の確保が困難だったことに加え、その後のDC-8の各シリーズの大量導入と同サイズの新型機であるボーイング727型機の就航も重なり、1971年に早くも全機が退役、ボーイング747型機の下取りとしてボーイング社に引き取られた他、コンベア880型を多数運航していたキャセイ・パシフィック航空に売却された。

### -61/-62型の導入

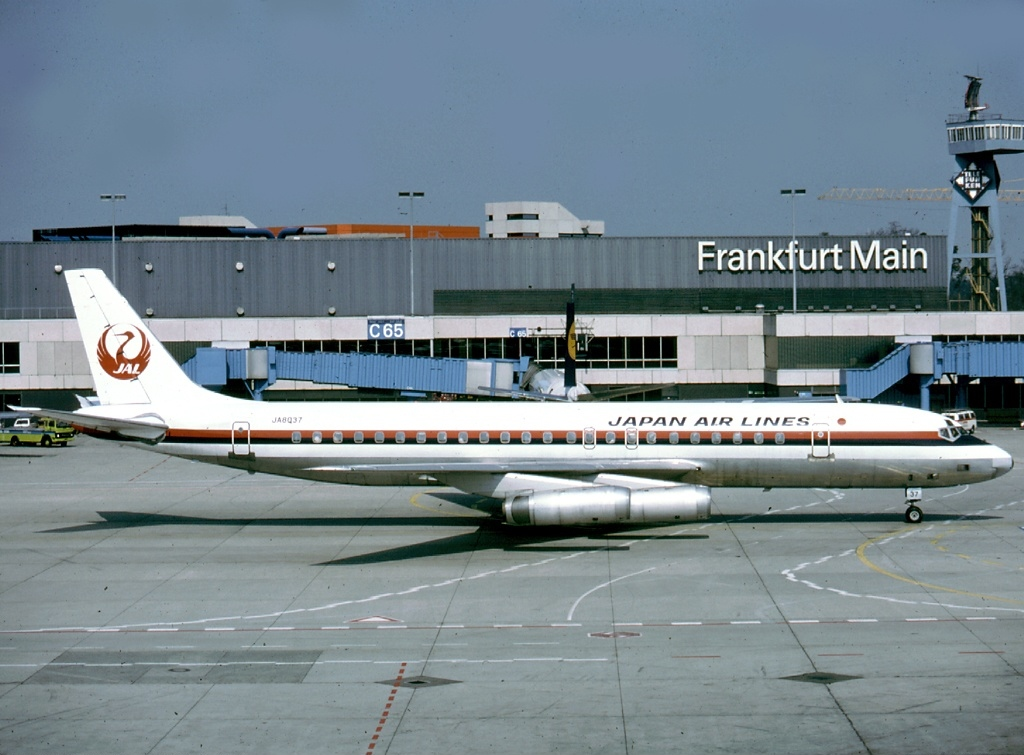
日本航空のDC-8-62型機

長胴型の-61は1969年4月1日、コンベア880-22M型に替わって東南アジア線（東京＝香港＝シンガポール＝ジャカルタ）に就航した。またオールエコノミーで252席のキャパシティを有する-61型の国内線仕様は、高度成長期真っ只中に開催された大阪万博開催の年である1970年4月1日に、羽田＝札幌線、羽田＝大阪（伊丹線）に投入され、激増する国内旅客需要への対応に貢献した。
-61型の中には「EALタイプ」と呼ばれる機体があり、これは日本航空がアメリカのイースタン航空より購入またはリースしたものであった(リース機は契約終了後に購入または再リースされ、その結果日本航空が所有した-61型のEALタイプは合計14機にのぼる。)。イースタン航空においてアメリカ国内線で運航していた機体をそのまま使用しており、長距離飛行に必要な航法装置（INS、ONS、ドップラーナビゲーション）が装備されておらず、その他のシステムもJALで使用している機体と若干違いがあったためパイロット泣かせの機体であったという。
また-62型はその航続性能を活かして1968年6月16日にアメリカ西海岸直行線（東京＝サンフランシスコ）を皮切りに、モスクワ経由ヨーロッパ線やサンパウロ線、バンクーバー経由メキシコシティ線などの長距離路線に就航した。特に、1970年3月28日に開設された世界初の西側航空会社の自主運航によるシベリア上空を通過するモスクワ線は、これまでアラスカのアンカレッジ経由で運航していたヨーロッパの主要都市への飛行時間と、距離の短縮に寄与すると共に長距離ノンストップ便のさきがけとなった。

### 事故・ハイジャック

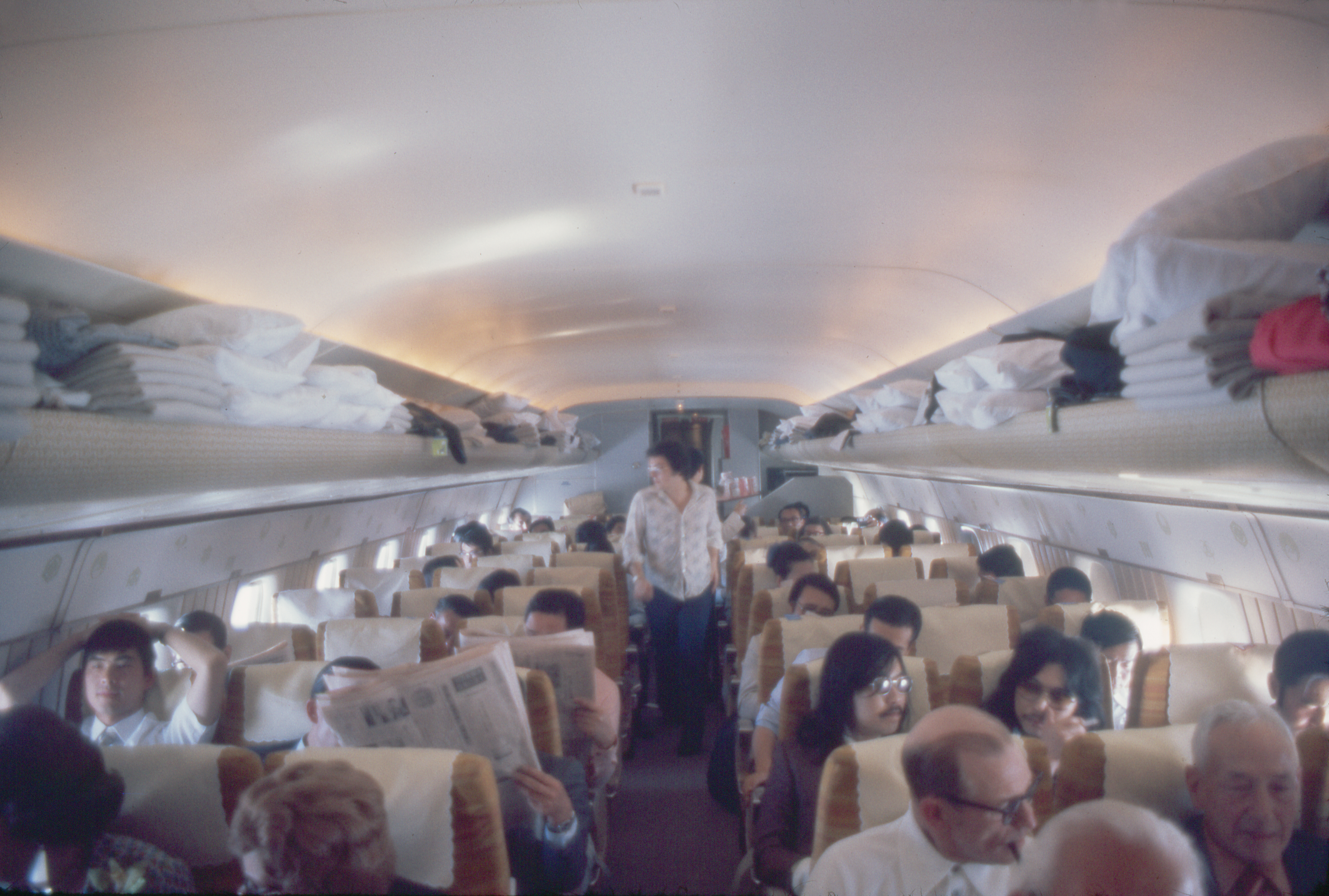
エコノミークラスの機内

このように、DC-8はまさに高度成長期の日本航空を支える「花形機」であったがその反面、ダッカ事件（JA8033/-62）などハイジャックの当該機になった他、1961年に羽田空港で発生したオーバーラン事故（JA8003/-32、修理復旧）を皮切りに1968年のサンフランシスコ沖着水事故（JA8032/-62、修理復旧）や1972年のニューデリーでの墜落事故（JA8012/-53）やボンベイでの誤着陸事故（JA8013/-53）、モスクワ墜落事故（JA8040/-62）などの連続事故、1977のアンカレッジ（JA8054/-62AF）やクアラルンプールでの墜落事故（JA8051/-62）、1982年の羽田空港沖墜落事故（JA8061/-61）、上海（虹橋）空港でのオーバーラン事故（JA8048/-61）などの事故で合計7機が失われた。

### 人気機種へ

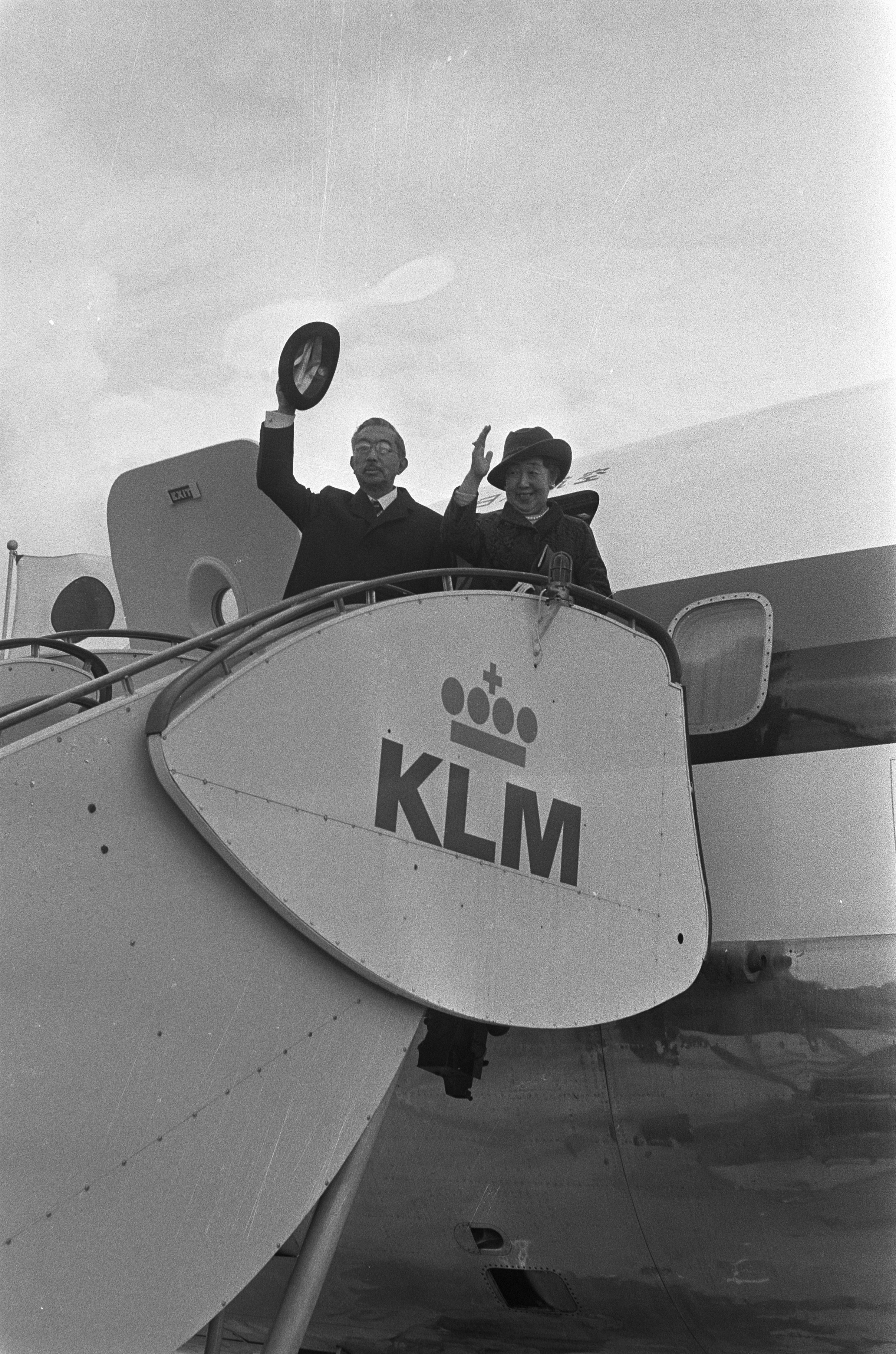
オランダ訪問中の昭和天皇と香淳皇后

日本航空のDC-8は、昭和天皇と香淳皇后のヨーロッパ歴訪とアメリカ歴訪、ビートルズの来日、田中角栄内閣総理大臣の中華人民共和国訪問、上野動物園に寄贈されたジャイアントパンダの空輸、横井庄一や小野田寛郎の残存日本軍兵士の帰国、三井物産マニラ支店長誘拐事件の被害者の帰国時など、1960年代から1980年代にかけての日本の歴史の節目となる様々な行事・事件の際に政府特別機やチャーター機として特別運航され、その度に脇役としてテレビに映され新聞の一面を飾った。
TBS系列テレビドラマの『アテンションプリーズ』（昭和版）のオープニングでも飛行中の同機の映像が使用され、そのスマートな姿は「空の貴婦人」とも呼ばれ、全国のお茶の間でお馴染みとなった。特に運航成績のよかったJA8010（-53型）とJA8019（-55型）、JA8052（-62型）は御召機、皇族乗用機や内閣総理大臣の日本国外への訪問特別機、または要人輸送用としてその都度活躍した。この当時の日本は、現在のように政府専用機を保有・運航しておらず、天皇や首相の外国訪問の際には半官半民の特殊会社であった日本航空の機体をチャーターする方式を採っていた。
なお、系列会社の日本アジア航空でも使用されたほかタイ国際航空やガルーダ・インドネシア航空、大韓航空やノースウェスト航空、スカンジナビア航空、KLMオランダ航空、アリタリア航空などの多くの航空会社が日本への乗り入れ機材に使用した。

### 退役
日本航空のDC-8は1980年代初めには-70型への改装も検討された一方、1983年12月24日には千歳空港発羽田空港行き524便をもって日本航空国内線から退役、その後後継機で燃費が良く2人操縦席のボーイング767の納入が順調だったこともあり初就航から約27年後の1987年12月31日にDC-8-61（JA8046）がラストフライトを行い、全機が退役。その後も人気の高い旅客機の一つであり、現在も貨物機として飛来すると多くのファンが空港に詰め掛けるほどである。

### 騒音問題
日本では、騒音発生源対策の観点から1975年（昭和50年）の航空法改正で「騒音基準適合証明制度」が設けられており、基準は段階的に厳格化された。そのため、日本国内ではジェットエンジン非改修型のDC-8の飛来は1988年（昭和63年）1月1日以降、禁止されている。

### 日本航空が保有したDC-8一覧
| 型式      | 登録番号 | 愛称                          | 製造番号 | 登録日     | 抹消日     | 備 考 |
| --------- | -------- | ----------------------------- | -------- | ---------- | ---------- | --- |
| DC-8-32   | JA8001   | Fuji（富士）                  | 45418    | 1960/7/16  | 1987/3/31  | 日本初のジェット旅客機。1974/11/1から整備訓練用機材。機首とエンジンのみ保存。 主脚1基・前脚・胴体窓1枚分が航空科学博物館で展示中。 コックピット横のファーストクラスのラウンジには、前田青邨画伯の日本画が壁面にはめ込まれている。 |
| DC-8-32   | JA8002   | Nikko（日光）                 | 45419    | 1960/7/30  | 1974/6/4   | 1963/12/31 沖縄で訓練中第1・第4エンジン脱落し奇跡の生還。 |
| DC-8-32   | JA8003   | Hakone（箱根）                | 45420    | 1960/9/27  | 1961/7/6   | 1960/10/21 羽田→福岡で初の御召機。 1961/4/24 羽田で機体に大きな損傷。53型に改修後JA8008で再登録。 |
| DC-8-33   | JA8005   | Miyajima（宮島）              | 45421    | 1960/11/25 | 1974/5/28  | |
| DC-8-33   | JA8006   | Kamakura（鎌倉）              | 45826    | 1961/5/4   | 1975/3/28  | 1961/6/6 北極線初便使用機。 1965/12/25 サンフランシスコ離陸後第1エンジン爆発、オークランドに緊急着陸。ビートルズ離日機。 |
| DC-8-53   | JA8007   | Yoshino（吉野）               | 45647    | 1962/3/27  | 1981/6/4   | 50シリーズ初号機。1963/10/3 南回りヨーロッパ線初便使用機。 1975/9/10 日本アジア航空への移管一番機。 |
| DC-8-53   | JA8008   | Matsushima（松島）            | 45420    | 1963/2/4   | 1981/7/1   | JA8003を再生。ビートルズ来日時の搭乗機。 1975/9/15 日本アジア航空に移管。 |
| DC-8-53   | JA8009   | Shima（志摩）                 | 45662    | 1963/7/16  | 1982/3/5   | 1967/3/6 世界一周路線初便使用機。 |
| DC-8-53   | JA8010   | Kirishima（霧島）             | 45651    | 1964/1/31  | 1981/8/20  | 1975/9/30 - 10/14 昭和天皇訪米時の御召機。 |
| DC-8-53   | JA8011   | Towada（十和田）              | 45664    | 1964/6/16  | 1981/3/2   | |
| DC-8-53   | JA8012   | Akan（阿寒）                  | 45680    | 1964/11/20 | 1972/6/28  | 1972/6/14 ニューデリー近郊で墜落、全損。 |
| DC-8-53   | JA8013   | Haruna（榛名）                | 45681    | 1965/1/14  | 1972/10/19 | 1972/9/23 ボンベイで着陸予定空港に隣接する小型機専用空港に誤着陸してオーバーラン、 機体に大きな損傷をうけ破棄。 |
| DC-8F-55  | JA8014   | Asama（浅間）                 | 45678    | 1965/3/3   | 1982/6/16  | 初の貨客混載型。1971年以降貨物専用機として使用。 |
| DC-8-55   | JA8015   | Seto（瀬戸）                  | 45763    | 1965/11/10 | 1976/11/9  | 1966/11/12 ニューヨーク線初便使用機。1972/6/19ニューデリー事故の犠牲者輸送特別機。 1976/11/9 売却後、F-55（全貨物機）に改造され1977/7/21からリースバック。                                                                        |
| DC-8-55   | JA8016   | Shikotsu（支笏）              | 45764    | 1966/2/14  | 1980/6/30  | 鶴丸塗装一番機。1967/9/20 佐藤首相東南アジア歴訪時の特別機。 1972/9/25 田中首相訪中時の特別機。 |
| DC-8-55   | JA8017   | Bandai（磐梯）                | 45854    | 1966/9/27  | 1980/6/2   | |
| DC-8F-55  | JA8018   | Ise（伊勢）                   | 45882    | 1966/10/26 | 1980/10/14 | 貨客混載型。1970年以降貨物専用機として使用。 |
| DC-8-55   | JA8019   | Aso（阿蘇）                   | 45916    | 1967/9/20  | 1980/6/23  | 1971/9/27 - 10/14 昭和天皇訪欧時の御召機。 |
| DC-8-62   | JA8031   | Awaji（淡路）                 | 45953    | 1968/4/19  | 1988/1/13  | 60シリーズ初号機。1968/6/16 太平洋ノンストップ線初便使用機。 1977/10/1 ダッカ事件で日本赤軍メンバーの移送特別機。 1984/8/1 売却後、JALがリースバックしてDC-8全機退役時まで使用。                                                  |
| DC-8-62   | JA8032   | Shiga（志賀）→ Hidaka（日高） | 45954    | 1968/5/27  | 1983/3/17  | 1968/11/25 SFO手前で不時着水。修理後愛称変更。 1974/2/6 シンガポール事件で日本赤軍メンバーの移送特別機。 |
| DC-8-62   | JA8033   | Amakusa（天草）               | 45955    | 1968/6/10  | 1984/1/17  | 1977/9/28 日本赤軍にハイジャックされ（ダッカ事件）、犯人が爆薬実験のため機内トイレの一部を破壊。 |
| DC-8-62   | JA8034   | Daisen（大山）                | 45956    | 1968/7/19  | 1983/8/24  | |
| DC-8-62   | JA8035   | Taisetsu（大雪）              | 46023    | 1968/11/11 | 1988/1/28  | 1975/8/5 クアラルンプール事件で日本赤軍メンバーの移送特別機。 1984/8/1 売却後、JALがリースバックしてDC-8全機退役時まで使用。 |
| DC-8-62AF | JA8036   | Wakasa（若狭）                | 46022    | 1968/12/13 | 1988/1/26  | 初の全貨物機。1982年から日本アジア航空と共用のためロゴ無に。 JALのDC-8フライトタイム最多記録機。JAL最後の自社所有機でDC-8全機退役時まで使用。                                                                                     |
| DC-8-62   | JA8037   | Yashima（屋島）               | 46024    | 1969/1/27  | 1985/4/4   | 1982/4/28 売却後、JALがリースバックして1985/4/4まで使用。 |
| DC-8-61   | JA8038   | Izu（伊豆）                   | 46031    | 1969/2/10  | 1986/12/9  | 61型初号機。1980/2/18/ 日本アジア航空に移管。 |
| DC-8-61   | JA8039   | Tsukuba（筑波）               | 46032    | 1969/2/25  | 1986/4/25  | 1969/4/1 東南アジア線初便使用機（コンベア880と交代）。 1980/2/18/ 日本アジア航空に移管。 |
| DC-8-62   | JA8040   | Hida（飛騨）                  | 46024    | 1969/7/18  | 1972/12/12 | 1970/3/28 モスクワ線初便使用機。1970/4/3 よど号ハイジャック事件の解放乗客救援機。 1972/11/6 351便ハイジャック事件の代替機。 1972/11/28 モスクワ離陸直後墜落、全損。                                                               |
| DC-8-61   | JA8041   | Hakusan（白山、予定）         | 46099    | 1970/1/25  | 1981/6/12  | 就航時からの鶴丸塗装一番機。 愛称は「白山」を予定していたが実際には命名に至らず、これ以後は愛称を冠すこと自体がなくなった。 |
| DC-8-61   | JA8042   | Biwa（琵琶、予定）            | 46127    | 1970/2/2   | 1986/11/17 | 1982/4/28/ 売却後、JALがリースバックして1986/11/17まで使用。 |
| DC-8-61   | JA8043   | Nasu（那須、予定）            | 46128    | 1970/2/24  | 1980/5/27  | |
| DC-8-62AF | JA8044   | Izumo（出雲、予定）           | 46139    | 1970/9/14  | 1985/1/31  | 全貨物機。1982年から日本アジア航空と共用のためロゴ無に。 沖縄返還時の回収アメリカドル輸送機。 |
| DC-8-61   |          |                               | 46156    |            |            | CONCORDE仮発注に伴いオーダーキャンセル |
| DC-8-61   | JA8045   | Noto（能登、予定）            | 46157    | 1970/12/4  | 1988/1/19  | 1984/8/1 売却後、JALがリースバックしてDC-8全機退役時まで使用。 |
| DC-8-61   | JA8046   | Hiei（比叡、予定）            | 46158    | 1971/1/20  | 1988/1/25  | 1971/1/23 引き渡し後、日本到着時に羽田で滑走路逸脱。 1984/8/1 売却後、JALがリースバックしてDC-8全機退役時まで使用。 1987/12/31 JALのDC-8最終フライト機。                                                                          |
| DC-8-61   | JA8047   | Asahi（旭、予定）             | 46159    | 1971/2/18  | 1986/12/16 | 1980/4/28 売却後、JALがリースバックして1986/12/16まで使用。 1982年より一年間日本アジア航空にサブリース。 |
| DC-8-61   | JA8048   | Hidaka（日高、予定）          | 46160    | 1971/3/12  | 1982/9/29  | JALが発注した最後の61型。1980/7/28 売却後、JALがリースバックしたが 1982/9/17に上海空港でオーバラン、機体に大きな損傷をうけ破棄。 その後機体には修復加工が施され上海近郊の公園で保存展示された。                                   |
| DC-8-61   | JA8049   |                               | 45887    | 1971/5/24  | 1986/11/17 | イースタン航空からの購入一番機。 1984/8/1 売却後、JALがリースバックして1986/11/17まで使用。 |
| DC-8-61   | JA8050   |                               | 45848    | 1971/6/11  | 1988/1/28  | イースタン航空からの購入機。1980/2/18 日本アジア航空に移管。 1987/12/29 日本アジア航空のDC-8最終フライト機。 |
| DC-8-62H  | JA8051   |                               | 46152    | 1971/8/23  | 1977/10/7  | 1977/9/27 クアラルンプール着陸進入時墜落、全損。 |
| DC-8-62H  | JA8052   |                               | 46153    | 1971/10/5  | 1987/11/16 | 1984/8/1 売却後、JALがリースバックして1987/11/16まで使用。 |
| DC-8-62H  | JA8053   |                               | 46161    | 1971/11/18 | 1987/1/30  | 1984/8/1 売却後、JALがリースバックして1987/1/30まで使用。 |
| DC-8-62AF | JA8054   |                               | 46148    | 1972/1/10  | 1977/1/31  | 1977/1/13 貨物便、アンカレッジ離陸直後墜落、全損。 |
| DC-8-62AF | JA8055   |                               | 46154    | 1972/2/17  | 1984/9/5   | |
| DC-8-62AF | JA8056   |                               | 46162    | 1972/3/21  | 1983/10/3  | JALが発注した最後のDC-8。DC-8の最終生産機になる予定だった機体 （スカンジナビア航空が締切後に特別発注した63型が最終生産機）。 |
| DC-8-62H  |          |                               | 46164    |            |            | B747追加発注に伴いオーダーキャンセル |
| DC-8-61   | JA8057   |                               | 45982    | 1972/9/28  | 1984/1/14  | イースタン航空からの購入機。 |
| DC-8-61   | JA8058   |                               | 45942    | 1972/9/27  | 1986/11/20 | イースタン航空からの購入機。1984/8/1に売却後、JALがリースバックして1986/11/20まで使用。 |
| DC-8-61   | JA8059   |                               | 45943    | 1972/9/29  | 1984/1/14  | イースタン航空からの購入機。 |
| DC-8-61   | JA8060   |                               | 45888    | 1973/6/28  | 1984/1/14  | イースタン航空からの購入機。1983/12/24 DC-8国内線最終フライト機（羽田→千歳）。 |
| DC-8-61   | JA8061   |                               | 45889    | 1973/7/23  | 1982/3/2   | イースタン航空からの購入機。1982/2/9 羽田着陸進入時に墜落全損（日本航空350便墜落事故）。 |
| DC-8-61   | JA8067   |                               | 45992    | 1975/10/23 | 1981/6/25  | イースタン航空からの購入機。JALはリース使用（所有者は霞ヶ関興産）。 |
| DC-8-61   | JA8068   |                               | 45983    | 1975/10/24 | 1977/4/5   | イースタン航空からの購入機。JALはリース使用（所有者は霞ヶ関興産）。 |

### 日本航空がリースしたDC-8一覧
| 型式     | 登録番号 | 製造番号 | 借受日     | 返却日     | 備 考                                                                                   |
| -------- | -------- | -------- | ---------- | ---------- | --------------------------------------------------------------------------------------- |
| DC-8F-54 | N109RD   | 45674    | 1968/5/1   | 1969/1/31  | JALが使用した唯一のDC-8F-54。                                                           |
| DC-8F-55 | N803SW   | 45821    | 1970/4/1   | 1972/3/31  |                                                                                         |
| DC-8F-55 | N806SW   | 45883    | 1970/1/31  | 1972/3/31  |                                                                                         |
| DC-8F-55 | N100JJ   | 45763    | 1977/7/21  | 1980/1/11  | 元 JA8015 Seto（瀬戸）。                                                                |
| DC-8-61  | N8762    | 46038    | 1973/10/12 | 1980/1/11  | イースタン航空からリース。仮登録番号JA8062を付されるも購入されず返却。                  |
| DC-8-61  | N8763    | 46037    | 1972/9/25  | 1976/4/6   | イースタン航空からリース。仮登録番号JA8063を付されるも購入されず返却。                  |
| DC-8-61  | N8764    | 46017    | 1973/10/14 | 1980/3/5   | イースタン航空からリース。仮登録番号JA8064を付されるも購入されず返却。                  |
| DC-8-61  | N8765    | 46018    | 1972/11/23 | 1976/3/30  | イースタン航空からリース。仮登録番号JA8065を付されるも購入されず返却。                  |
| DC-8-61  | N8766    | 46015    | 1972/10/23 | 1976/3/28  | イースタン航空からリース。仮登録番号JA8066を付されるも購入されず返却。                  |
| DC-8-61  | N8767    | 45992    | 1971/4/3   | 1975/10/23 | イースタン航空からリース。契約終了後に霞ヶ関興産が購入しJA8067として登録、JALにリース。 |
| DC-8-61  | N8768    | 45983    | 1970/7/6   | 1975/10/23 | イースタン航空からリース。契約終了後に霞ヶ関興産が購入しJA8068として登録、JALにリース。 |
| DC-8-61  | N8769    | 45982    | 1970/3/19  | 1972/9/25  | イースタン航空からリース。契約終了後にJALが購入しJA8057として登録。                     |
| DC-8-61  | N8772    | 45943    | 1971/4/22  | 1972/9/25  | イースタン航空からリース。契約終了後にJALが購入しJA8059として登録。                     |
| DC-8-61  | N8773    | 45942    | 1971/5/10  | 1972/9/25  | イースタン航空からリース。契約終了後にJALが購入しJA8058として登録。                     |

## 事故

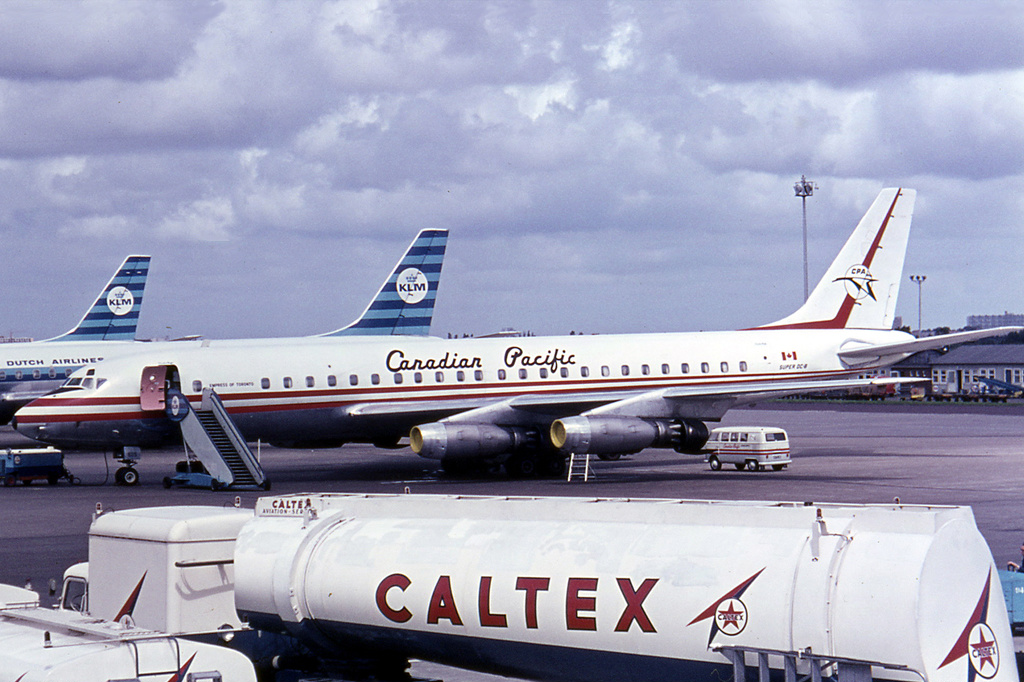
カナダ太平洋航空のDC-8-43型機

同時期に開発、導入された第1世代のジェット旅客機であるボーイング707やコンベア880などと同じく、機材や航法支援、空港設備など様々な要素における安全対策に対する技術がまだまだ低かったジェット旅客機の黎明期から多数の航空会社で運航されたため、100万時間当たりの全損事故率は5.91と、近年のジェット旅客機に比べて高かった（ボーイング747-400は1.02、エアバスA310は1.74、2002年までのデータ）。

### 死者数の多かった事故
- ナイジェリア航空2120便墜落事故（1991年）
- アロー航空1285便墜落事故（1985年）
- マーティンエアー138便墜落事故（1974年）
- アイスランディック航空001便墜落事故（1978年）
- スリナム航空764便墜落事故（1989年）

### その他の主な事故
- 1960年ニューヨーク空中衝突事故（1960年）
- トランスカナダ航空831便墜落事故（1963年）
- カナダ太平洋航空402便着陸失敗事故（1966年）
- エア・カナダ621便墜落事故（1970年）
- フライング・タイガー・ライン45便那覇沖墜落事故（1970年）
- 日本航空シェレメーチエヴォ墜落事故（1972年）
- 日本航空350便墜落事故（1982年）
- ファイン航空101便墜落事故 （1997年）
- エア・トランスポート・インターナショナル782便墜落事故  （1995年）
- エメリー・ワールドワイド17便墜落事故 （2000年）

## 保存機体
- 日本航空で使用されていたDC-8-32「富士」号（JA8001）の前頭部が羽田空港にて保存されている。
- オービス・インターナショナルで使用されていたDC-8-21（N220RB）が中華人民共和国・北京の中国空軍航空博物館にて保存されている。
- フランス空軍で使用されていたDC-8-33（F-RAFE）がフランス・パリのル・ブルジェ航空宇宙博物館にて保存されている。
- ユナイテッド航空で使用されていたDC-8-52（N8066U）がアメリカ・ロサンゼルスのカリフォルニア・サイエンス・センターにて保存されている。
- ATIで使用されていたDC-8-62CF（N799AL）がアメリカ・ハワイ州オアフ島カポレイ のNaval Air Museum Barbers Pointにて保存されている。
- 日本航空で使用されていたDC-8-61（JA8048）が中華人民共和国・上海市の上海航宇科普中心にて保存されている。同機は1982年に上海虹橋国際空港でオーバーラン事故を起こし、現地で登録を抹消されたものである。